# Entstehung der Mark Brandenburg

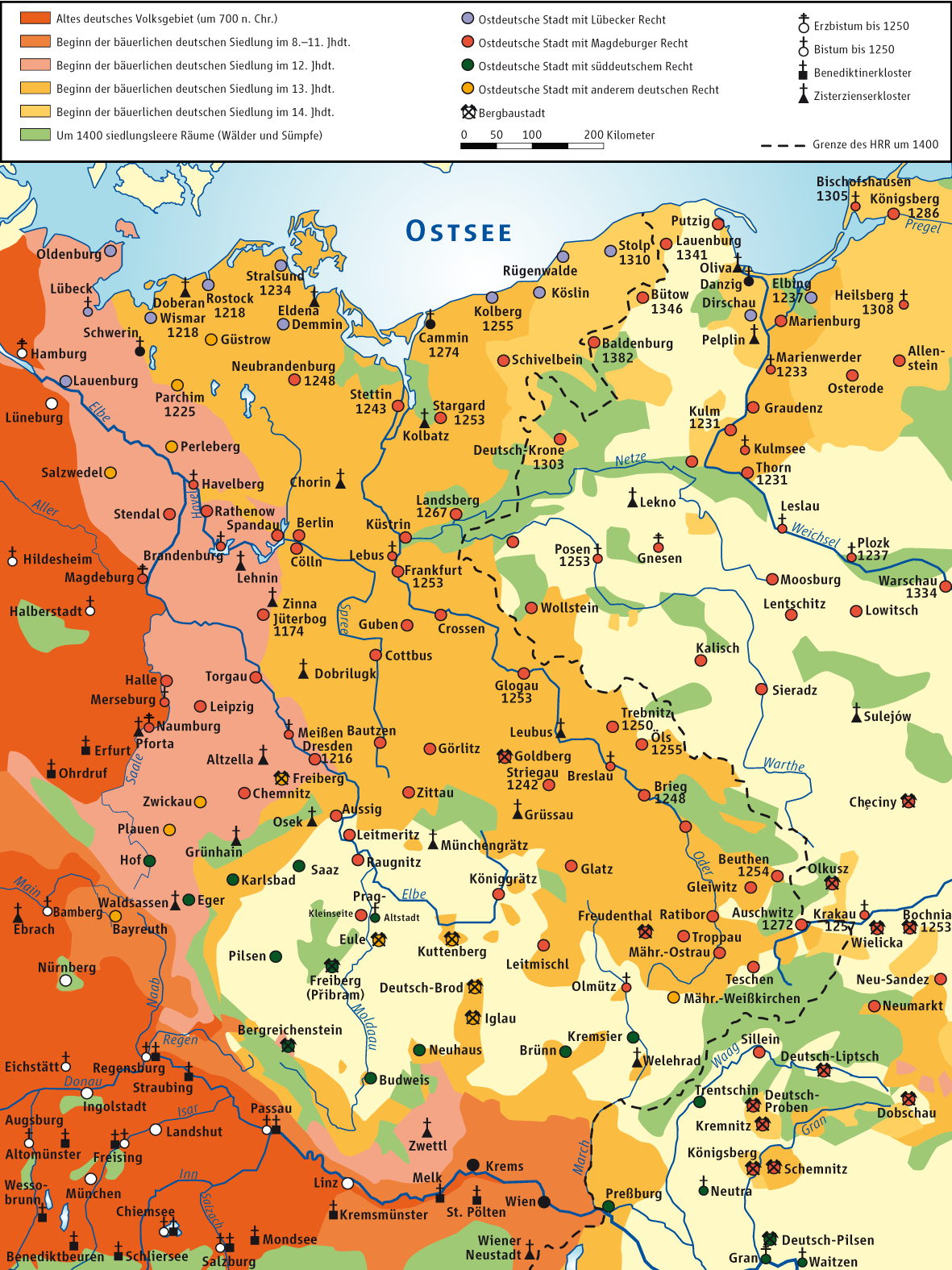
Ausdehnung der deutschen Ostsiedlung in die slawischen Gebiete

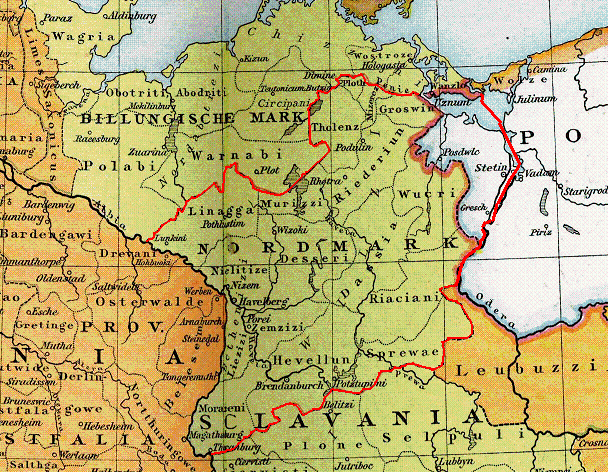
Die Nordmark zwischen 965 und 983 (Die präzise Abgrenzung der roten Linie entspricht nicht der praktischen mittelalterlichen Handhabung in Form von „Grenzsäumen“)

Die Mark Brandenburg entstand im Rahmen des hochmittelalterlichen Landesausbaus, der bisher Deutsche Ostsiedlung genannt wurde, indessen aber zugleich Bestandteil eines gesamteuropäischen Prozesses war, in dem die Peripherie Europas dem christlich-feudal organisierten Zentrum (zwischen der Elbe und den Pyrenäen, mit der Schwerpunktachse zwischen Mailand und London) akkulturiert wurde. Betrachtungszeitraum ist die Zeit vom Zuzug der Slawen in ehemals germanische Gebiete nach dem Ende der Völkerwanderung bis zum Aussterben der Gründerdynastie der askanischen Markgrafen von Brandenburg. Voraussetzung war ein ohne straffe Fürstenherrschaft gebliebener Raum zwischen Elbe und Oder, in dem lediglich die Obotriten und Pomoranen nach dem Vorbild ihrer Nachbarn die Prinzipien der Christianisierung und der Feudalherrschaft übernommen hatten.
Die Änderung der Herrschaftsverhältnisse vollzog sich im Spannungsfeld zwischen dem sächsischen Teil des Reichs im Westen (Askanier, Welfen, Wettiner und Magdeburger Erzbischöfe), den Dänen im Norden sowie Polen (Großpolen, Pommern und Schlesien) im Osten und Böhmen im Südosten. In diesem von Elbslawen und Sorben bewohnten Dreieck liegt auch die Niederlausitz, die erst ab 1815 Bestandteil der damaligen preußischen Provinz Brandenburg wurde (ebenso das Ländchen Jüterbog); manches in der Entwicklung der Lausitz lief parallel, manches aufschlussreich anders als in Brandenburg. Da es die deutschen Fürsten sind, die sich auf Dauer durchsetzten, ist für diesen Bereich der Forschungsbegriff Germania Slavica gewählt worden. Die von den brandenburgischen Askaniern im 12. und 13. Jahrhundert geschaffene Mark bewahrte ihre Stabilität auch im Brandenburgischen Interregnum nach deren Aussterben, sodass die Mark unter den im 15. Jahrhundert folgenden Hohenzollern zum Zentralgebiet des Kurfürstentums Brandenburg bzw. ab 1618 Brandenburg-Preußens, seit Mitte des 18. Jahrhunderts des Staates Preußen und letzten Endes auch des Deutschen Kaiserreichs von 1871 wurde.
Der Aufstieg und die Expansionspolitik der askanischen Markgrafen im Land zwischen Elbe und Oder sind symptomatisch für zwei Strukturwandelprozesse, die von genereller Bedeutung für das östliche Mitteleuropa im 12. und 13. Jahrhundert waren: der hochmittelalterliche Landesausbau und die Herausbildung weitgehend selbstständiger Landesherrschaften.
Über die klassischen Daten der Ereignisgeschichte (vor allem Kriegszüge und die Abfolge von Herrschaftsdynastien) in den Artikeln „Mark Brandenburg“ und „Geschichte Brandenburgs“ hinaus behandelt dieser Artikel daher strukturgeschichtliche Entwicklungen (Longue durée); außerdem angesichts der geringen Anzahl von Quellen auch Forschungsprobleme. Bei diesen handelt es sich zwangsläufig oft um generelle Fragen, die über den engen Rahmen der frühen Mark hinausgehen; im Zweifelsfall beziehen sich aber die nachfolgenden Darstellungen ausschließlich auf den Raum zwischen Elbe und Oder, zwischen Fläming und Mecklenburgischer Seenplatte. Den Gründungsmythos/Geschichtsmythos der Mark behandelt der Artikel Geschichtsbild von der Entstehung der Mark Brandenburg.

## Das Land zwischen Elbe und Oder unter slawischer Herrschaft

### Die slawische Einwanderung im 7. Jahrhundert
Ausgelöst durch die Völkerverschiebung der Awaren vom Aralsee zum Schwarzen Meer im 6. Jahrhundert n. Chr. zogen die Slawen ihrerseits in Richtung Westen, etwa bis zur Linie Elbe-Saale-Obermain-Donau. Diese Linie überschritten sie nur in Ostholstein, im Hannoverschen Wendland, in der Altmark, in Franken und im österreichischen Alpengebiet. Schriftlich werden sie erstmals in der sogenannten Fredegar-Chronik für 631/32 als Wenden erwähnt, die „zu wiederholten Malen in Thüringen und anderen Gauen (pagi) des Frankenreiches einfielen, um sie auszuplündern.“

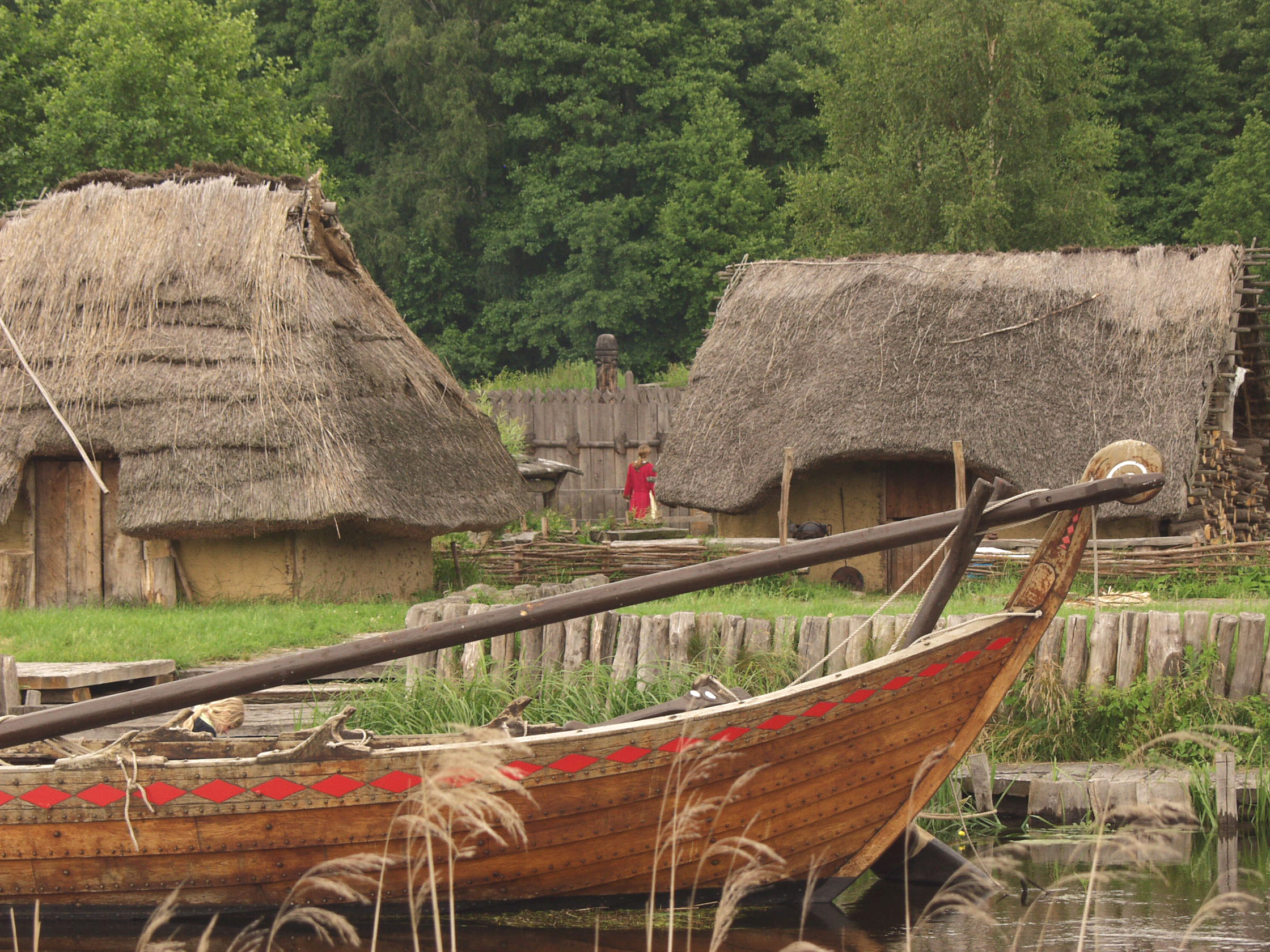
Rekonstruiertes Slawendorf Ukranenland

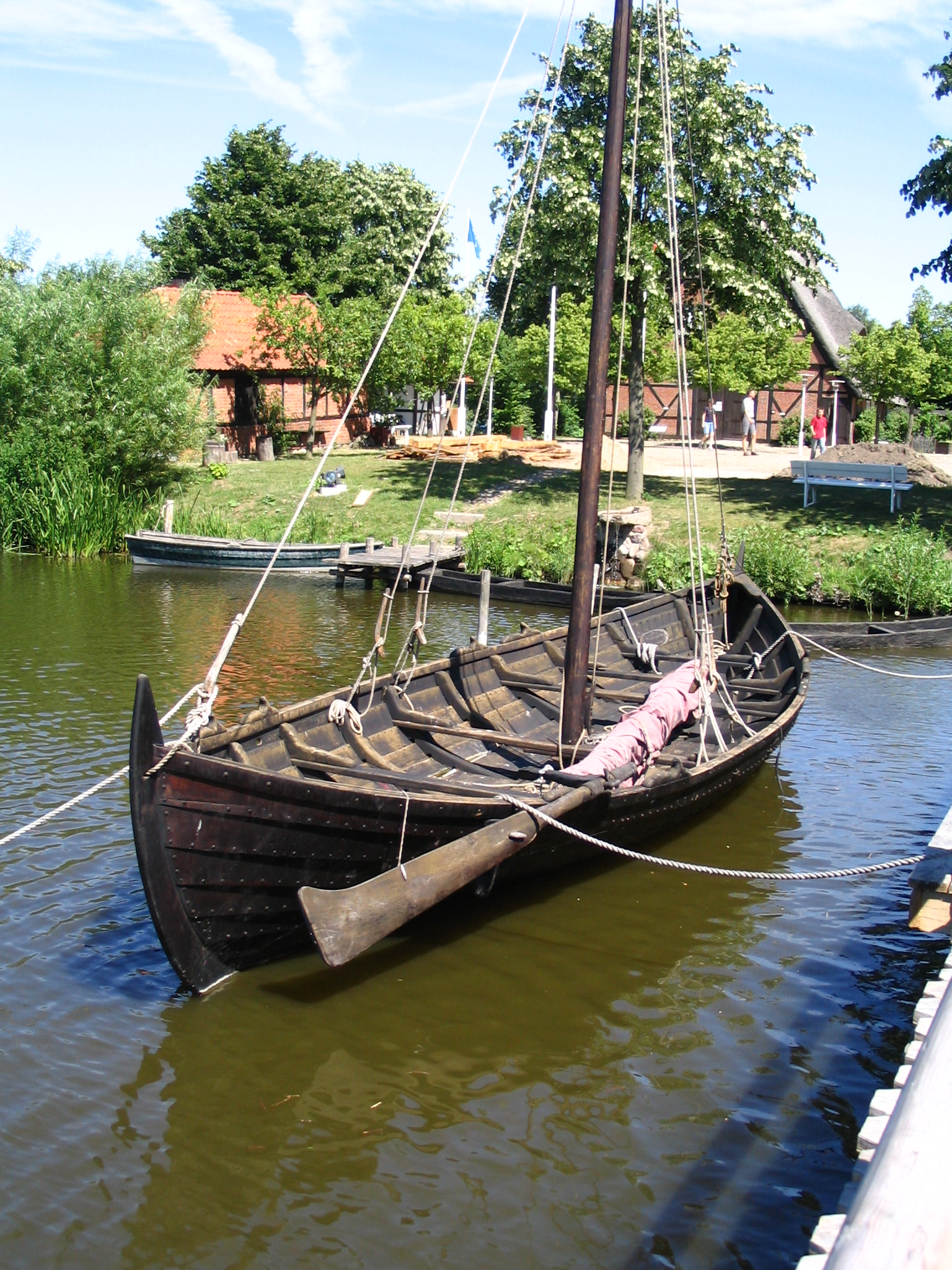
Nachbau eines slawischen Handelsschiffes (Ostholstein/Wagrien). Befahren wurden Ostseeküste und Flüsse

Den Raum zwischen Oder und Elbe erreichten sie in zwei Schüben: die sogenannte Sukow-Szeligi-Gruppe, aus dem Weichselraum kommend über die Oder hinweg von den Lausitzen bis hinauf nach Mecklenburg und Ostholstein. Archäologisch ist sie nachweisbar ab 591 in Sukow (bei Schwerin), um 656 in Ahlbeck (Usedom), aber nicht vor 724 in Holstein. Die ältesten Spuren der später einwandernden sogenannten Prager Gruppe, aus dem Karpatenraum kommend von Prag her elbabwärts bis in den Magdeburger Raum, sind dendrochronologisch nachweisbar in Schmerzke (bei Brandenburg an der Havel) kurz nach 731. Ihre materiellen Kulturen unterscheiden sich untereinander im archäologischen Fundgut deutlich hinsichtlich Haustyp, Keramik und Bestattungsritus.
Die germanischen Besiedlungsspuren brechen im Raum zwischen Oder und Elbe mit dem frühen 5. Jahrhundert ab. Einzelfunde aus dem 5. bis 7. Jahrhundert zeigen jedoch, dass er nicht völlig siedlungsleer geblieben war. Das zahlenmäßige Verhältnis der Slawen zu den verbliebenen Germanen war im gesamten Verbreitungsgebiet der Slawen unterschiedlich, ebenso die Frage des Zusammen- oder Getrenntwohnens. Diese beiden Faktoren hatten Einfluss auf Häufigkeit und Stärke von Konflikten untereinander.
Im Raum zwischen Elbe und Oder sind die Verbliebenen vermutlich deutlich in der Minderheit geblieben. Offenbar siedelten die Slawen zunächst getrennt von ihnen; dennoch ist davon auszugehen, dass restliche Germanen wegen ihrer geringen Anzahl relativ schnell assimiliert wurden. Eine Siedlungskontinuität oder gar ein Fortbestehen des germanischen Ethnikums konnten zwischen Elbe und Oder bisher jedenfalls nicht nachgewiesen werden. Die materielle Kultur der zuziehenden Slawen unterschied sich nicht wesentlich von der der abziehenden Germanen.
Verstärkt durch spätere Zuzüge bildeten sich zwischen Elbe und Oder die großen Stammesgruppen der Obotriten, Wilzen und Pomoranen. Zwischen ihnen und den Sorben (zwischen Saale und Neiße) siedelten die Havel-Spree-Stämme, die am ehesten im Zusammenhang mit den Wilzen und den aus ihnen entstehenden Lutizen zu sehen sind. Im Bereich des heutigen Bundeslandes Brandenburg siedelten also in Nordbrandenburg (Prignitz und Uckermark) die Wilzen/Lutizen, in der Mittelmark die Heveller und Sprewanen sowie in der Niederlausitz die Sorben. Im Zentrum der frühdeutschen Herrschaftsbildung der Askanier standen jedoch vorrangig die Heveller und Sprewanen.

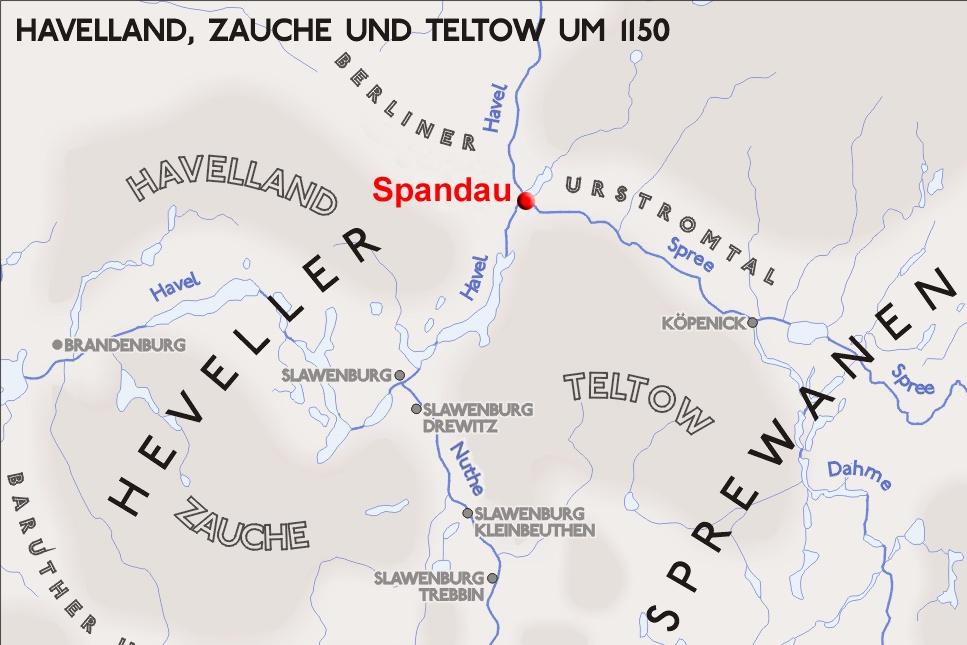
Situation im Brandenburger Raum um 1150

Die Heveller wurden erstmals schriftlich vom sogenannten Bayerischen Geographen um 845 als „Hehfeldi“ erwähnt; sie selbst aber nannten sich Stodoranen nach ihrem Siedlungsraum, dem Land Stodor. Zeitweise reichte ihr Herrschaftsbereich bis zur Oder. Der Geograph teilt lediglich das Vorhandensein von acht Burgen mit, ohne ihre Namen zu nennen; der Herrschaftsmittelpunkt Brandenburg an der Havel (frühestes Dendrodatum 912) zählte aber mit Sicherheit dazu, wahrscheinlich auch Spandau und Potsdam. Die Entstehung der Brandenburg wird bei vorsichtiger Schätzung von den Archäologen auf etwa 850 – 870 datiert.

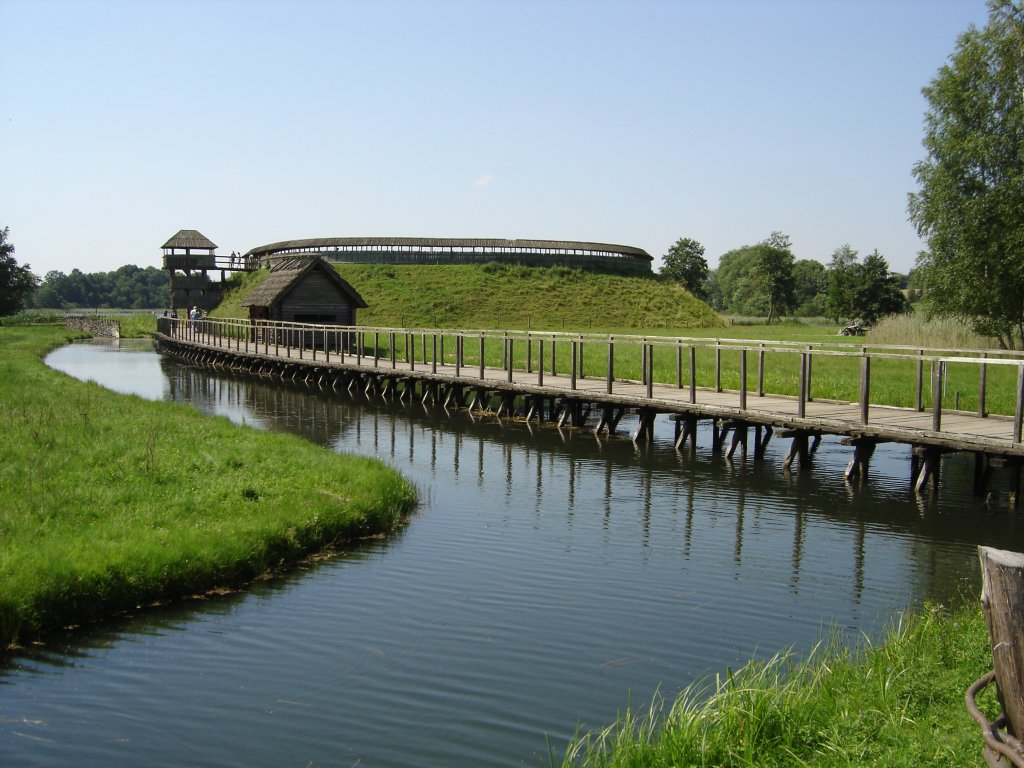
Rekonstruktion einer slawischen Wallburg im Freilichtmuseum Groß Raden

Der Stammesname der Sprewanen (Zpriauani) wurde erstmals 948 genannt, ihr Stammesgebiet als beiderseits der Spree liegend dann im Jahre 965. Das älteste Dendrodatum aus ihrer Hauptburg Köpenick ist 849.
Da es für Schmerzke (bei Brandenburg an der Havel) sowie Berlin-Marzahn ein Dendrodatum „kurz nach 731“ bzw. „um 739“ gibt, ist ungeachtet der relativ späten Dendrodaten in den Hauptburgen Brandenburg, Spandau und Köpenick davon auszugehen, dass die Slawen etwa ab 700 im Raum Brandenburg siedelten.
Die Burgwälle als typisches westslawisches Siedlungselement entstanden nicht sofort mit der Einwanderung, sondern erst nach Herausbildung bestimmter Siedlungs- und Sozialstrukturen ab dem 8. Jahrhundert, auch als Folge des Kontakts und Austauschs mit den westlichen Nachbarn. Die Burgwälle hatten zunächst zentralörtliche Funktion in Siedlungskammern, dienten also nicht als Grenzburgen oder militärische Anlagen im modernen Sinne, wohl aber als Zufluchtsmöglichkeit. Ihre Gestalt und Funktion änderten sich zum Ende des 9. Jahrhunderts als Folge der Entwicklung neuer Sozialstrukturen (Bildung einer Oberschicht). Als Ausdruck herrschaftlicher Strukturen dienten sie jetzt als Zentren großräumiger Herrschaftsbildungen.
Die Flussnamen Havel und Spree („die Sprühende“) sind germanischer Herkunft, was die Wahrscheinlichkeit von Kontakten zwischen Slawen und Germanen unterstreicht. Offenbar ist der Zuzug in zwei Phasen zu sehen: dem Zuzug der Neusiedler ab dem 8. Jahrhundert ging ein Jahrhundert der Kontaktnahme durch Streifzüge und erste Voraustrupps vorweg.

### Das Markensystem Karls des Großen um 800 als Gefahrenabwehr

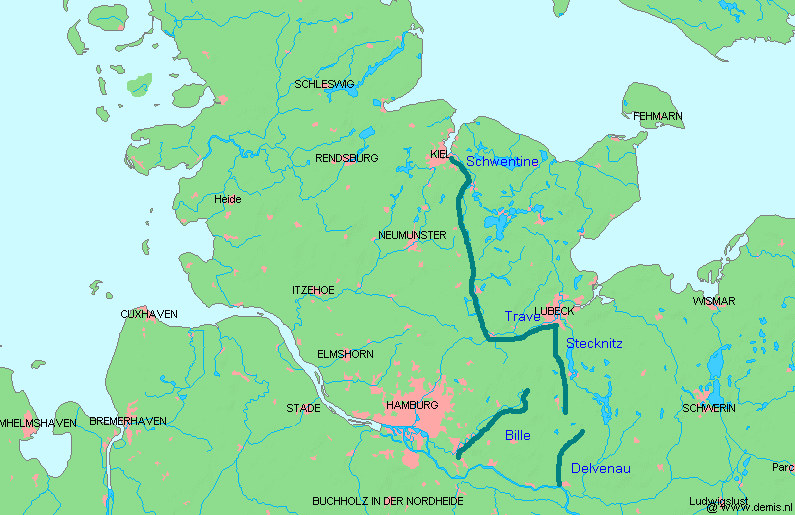
Limes Saxoniae

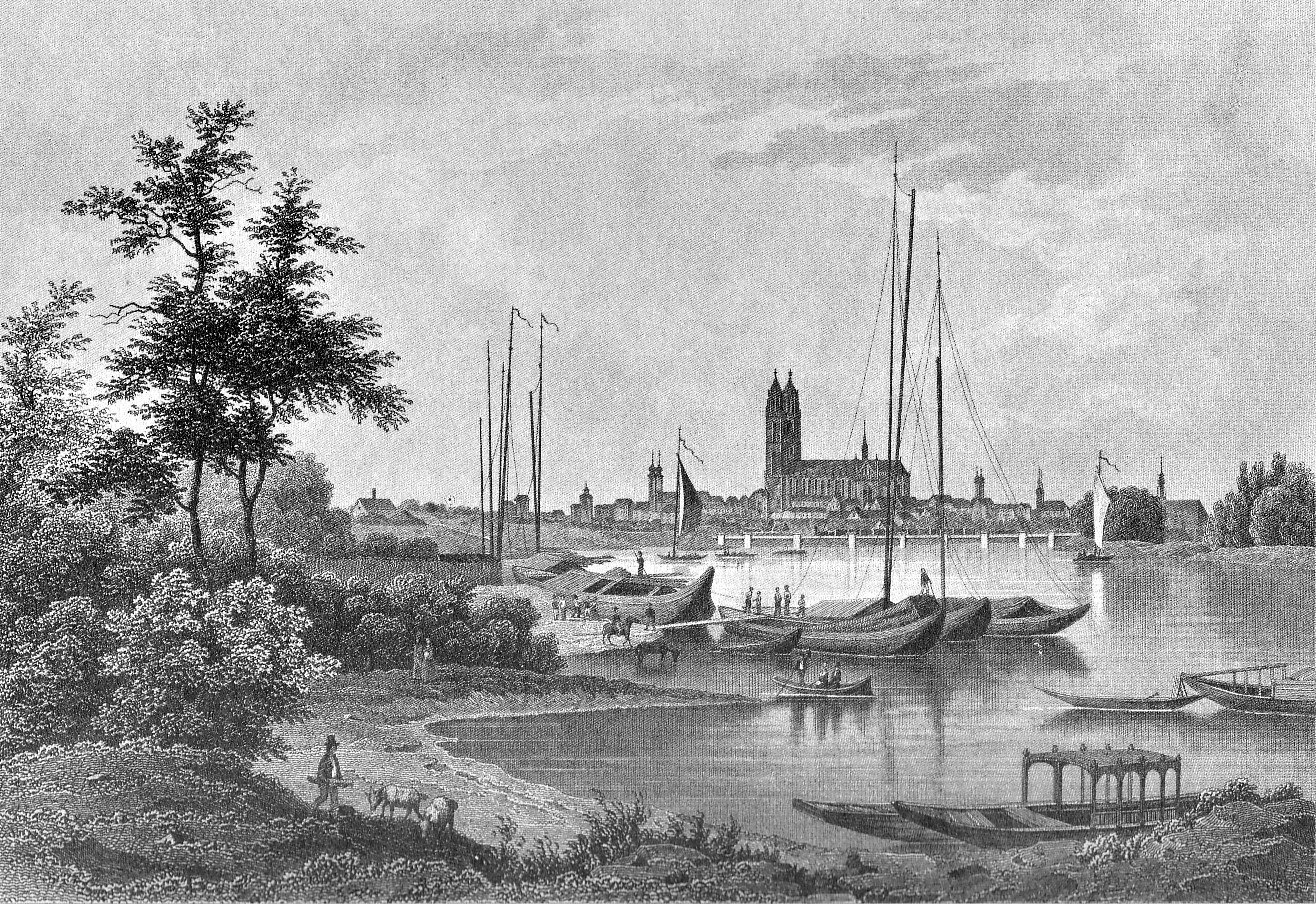
Magdeburg um 1850. Die Elbe dominiert die Landschaft der beginnenden Ostexpansion, die noch keine Ostsiedlung ist.

Zur Zeit Karls des Großen war die Siedlungsgrenze zwischen dem fränkisch-sächsischen Reich und den Slawen einerseits der Limes Saxoniae, dessen Verlauf zwischen Kiel und Lauenburg/Elbe gut nachvollziehbar ist, ebenso wie die Saale als Grenze zwischen Thüringen und den Sorben. Weiteres ergibt sich aus dem Diedenhofener Kapitular von 805, mit dem für zehn Städte zwischen Bardowieck und Lorch (Oberösterreich), darunter Magdeburg und Erfurt, der Waffenhandel mit den Slawen verboten wurde, sodass aus ihm der Grenzverlauf ersichtlich wird.
Karl richtete Grenzmarken ein: die Bretonische Mark, die Spanische Mark und die Awarische Mark. Ob es an der Ostgrenze des Karolingerreichs noch weitere Marken gegeben hat, ist in der Forschung umstritten. Dies gilt neben Dänemark insbesondere für die Sorbenmark; belegt ist lediglich der Limes Sorabicus. Karl errichtete nach antikem Vorbild eine auf Burgen gestützte Grenzorganisation, die der Beobachtung des Vorfeldes und der Abwehr etwaiger Angriffe diente.
Dass Karl der Große 789 bei seinem Feldzug gegen die Wilzen von Magdeburg aus entlang der Havel zum Herrschaftssitz der Brandenburg vorzustoßen versucht haben soll, ist eine unbelegte Vermutung. Zwar stießen seine friesischen Hilfstruppen zu Schiff auf der Havel zu ihm, jedoch finden sich erste archäologische Spuren der Brandenburg erst nach 850. Als mögliche Ziele werden auch Havelberg, Demmin und die Peene genannt. Die wichtigste Quelle, die Vita Caroli Magni seines Historiographen Einhard, meldet lediglich einen Zug auf die nicht näher beschriebene civitas Dragoviti (Herrschersitz des Wilzenfürsten Dragowit) und einen vernichtenden Sieg über die Wilzen. Eine Besatzung ließ Karl nicht zurück. Durch Erbteilung und Aussterben der karolingischen Nachfolger Karls in Ostfranken wurde sein Reich so sehr geschwächt, dass eine aktive Politik an der Ostgrenze nicht mehr feststellbar ist. Der Niedergang der Zentralgewalt führte allerdings zu einem Wiedererstarken der Stammesherzogtümer.

### Die Offensivverteidigung unter Heinrich I. (928–936)

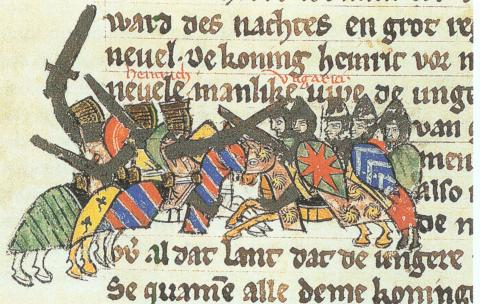
Heinrich I. kämpft gegen die Ungarn in der Schlacht bei Riade 933. Vorbeugend bekämpfte er die Slawen an seiner unmittelbaren Ostgrenze

Mit dem Wechsel der ostfränkischen Königskrone zum Herzog der Sachsen Heinrich I. (Krönung 919) verlagerte sich das Gewicht der Reichsgewalt nach Osten, so dass wieder Aktivitäten an der sächsischen Ostgrenze des Reichs ins Blickfeld der Geschichtsschreiber rückten. Zum Winter 928/929 meldete Widukind von Corvey die Eroberung der hevellischen Brandenburg, in der Quelle „Brennaburg“ (nicht etwa „Brennabor“) genannt. Heinrich wollte mit seinem 928 begonnenen Feldzug vorbeugend die Slawengrenze sichern, um den bevorstehenden Kampf gegen die Ungarn kraftvoller führen zu können.
Allerdings ging die Brandenburg schon wenige Jahre später aus unbekannten Gründen wieder verloren, denn 940 geriet sie durch den Verrat des Slawenfürsten Tugumir an seinen Landesleuten erneut in deutsche Hand. Insgesamt wechselte sie mindestens dreizehn Mal den Besitzer, bis mit der endgültigen Eroberung 1157 die Geburtsstunde der Mark Brandenburg schlug. Zwischen 929 und 1157 gingen häufige Feldzüge beider Seiten hin und her.

### Das neuartige Markensystem Ottos I. (936–965)

Die Teilung des Fränkischen Reiches im Jahre 843. Das orangefarbene Ostfrankenreich Ottos I. schuf gegenüber den slawischen Nachbarn einen sichernden Gürtel von Grenzmarken (gelb)

Mit Heinrichs Sohn Otto I. begann eine neue Qualität der Ostbewegung. Er gründete 936 ein neuartiges Markensystem. In der Billunger Mark (etwa das Gebiet von Mecklenburg-Vorpommern) und der Sächsischen Ostmark (etwa das Gebiet der heutigen Bundesländer Brandenburg, Sachsen-Anhalt und Sachsen) wurden slawische Wallburgen zu frühdeutschen Burgwarden umgeformt und mit dauerhafter deutscher Besetzung belegt, die einem örtlich residierenden Markgraf unterstanden: Hermann Billung bzw. Gero. Nach Geros Tod (965) wurde die Sächsische Ostmark in fünf kleinere Marken aufgeteilt, darunter auch die Nordmark (die um 1150 zur Mark Brandenburg umstrukturiert wurde) und die Mark Lausitz.
Zeitgleich mit dem Missionsbistum Schleswig wurden nach bisheriger Lesart 946 bzw. 948 die Bistümer Havelberg bzw. Brandenburg gegründet. In dieser Phase der Ostexpansion wurden allerdings östlich der Elbe noch keine deutschen Siedlungen oder Klöster gegründet, so dass auch die Erfolge der Christianisierung gering waren. Erreicht von Missionsbemühungen wurde nur die slawische Oberschicht. Nach damaligem Verständnis kam es vor allem darauf an, dass überhaupt täglich eine Heilige Messe im Heidenland gefeiert wurde, dass also Gott verherrlicht wurde; die Zahl der Teilnehmer war demgegenüber zweitrangig.
Die Schonung der hevellischen Führungsschicht der Brandenburg nach der Eroberung 929 (im Gegensatz zur Hinrichtung aller waffenfähigen Männer der sorbischen Hauptburg Gana im selben Jahr) deutet darauf hin, dass sie möglicherweise schon das Christentum angenommen hatte; bei den obotritischen Nakoniden in Mecklenburg ist es ab etwa 955 wahrscheinlich. Spätestens seit es den Polen etwa seit 960 durch Mieszko I. gelang, die auch dort bestehenden Stammesegoismen zu überwinden und zu einer politischen Einheit unter christlichem Vorzeichen zu finden, wurde den Elbslawen deutlich, dass es sich ihnen anbot, den gleichen Weg zu gehen. Nur als christlicher Stammesverband hatten sie eine Chance, sich dem Missionsdruck der Sachsen, der immer auf politische Unterwerfung hinauslief, zu entziehen. Die deutsche Herrschaftsorganisation, eine Kombination aus adliger Lehnsverfassung und kirchlicher Hierarchie, schien sich als effektiver und daher überlegen zu erweisen.
Die herrschaftliche Minimalstruktur von Burgen und Bistümern diente vorrangig der militärischen Sicherung des Vorfelds des ostfränkisch/frühdeutschen Königreichs; jedoch war die Durchdringung und Ausbeutung des beherrschten Gebiets stärker als im Markensystem Karls I. Wichtig war neben Christianisierungsversuchen die Eintreibung der Tribute von den unterworfenen Stämmen. Zur Sicherung deutscher Herrschaft schreckte Markgraf Gero auch vor Morden nicht zurück, die vor allem in der Niederlausitz nahezu eine Ausrottung der slawischen Oberschicht bewirkten.

### Die Errichtung der Nordmark und der Missionsbistümer (965–983)

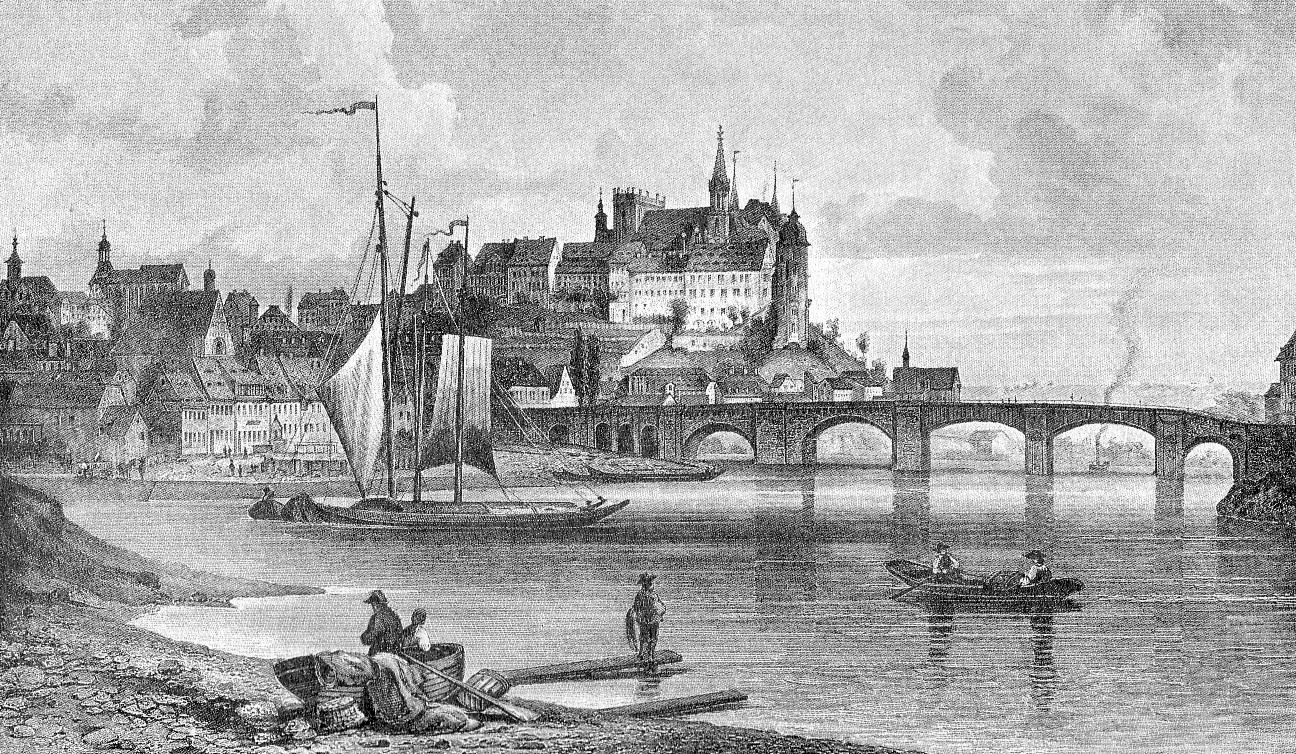
Der Dom von Meißen um 1850 oberhalb der Elbe, der für die Ostsiedlung wichtigen Hauptverkehrsader mit ihren östlichen Nebenflüssen

Seit der Erneuerung des Kaiserreichs und seiner Krönung im Jahre 962 war Otto I. auf dem Höhepunkt der Macht. Er benutzte den Tod Markgraf Geros (965) zu einer Neustrukturierung des östlichen Vorfelds des Reichs jenseits der Elbe: Er teilte die Marken neu ein, er gründete neue Missionsbistümer (Meißen, Zeitz und Merseburg) und unterstellte sie 968 einem neuen Erzbistum: Magdeburg, das auch die Zuständigkeit für die Bistümer Brandenburg und Havelberg hatte. Vermutlich sind die beiden letzteren erst zu diesem Zeitpunkt und in diesen Zusammenhängen entstanden.
Die Gesamtkonzeption unterstreicht den Willen zur Ausdehnung nach Osten. Das Vordringen über die Oder hinweg wurde jedoch zurückgeschlagen, als Markgraf Hodo, Nachfolger Geros in der Mark Lausitz, 972 die Schlacht von Zehden (gegenüber dem heutigen Oderberg) verlor. Die Oder blieb mehr als 250 Jahre im Prinzip nicht nur weiterhin polnische Westgrenze, sondern die polnische Herrschaft erstreckte sich auch für längere Zeitabschnitte über die Lausitzen und Lebus bis hin nach Köpenick.
Das slawische Markengebiet war im Ost und Süden von christlichen Nachbarstaaten umgeben: Polen hatte 966 durch seinen Herzog Mieszko I. offiziell das Christentum angenommen, 973 wurden Gnesen und Prag zu Bistümern erhoben. Die Nachbarschaft mit christlichen Staaten von erheblicher Stärke brachte eine Heiratspolitik mit sich, bei der es auf beiden Seiten kaum eine bedeutende Adelsfamilie gab, die nicht wenigstens eines ihrer Kinder über die Grenze hinweg verheiratete. Kaiser Otto I. hatte mit einer Slawin einen Sohn Wilhelm, der Erzbischof von Mainz (954–968) wurde. Nach der Überlieferung hatte Ottos Vater Heinrich I. ihn aus politischen Gründen mit einer slawischen Fürstentochter verbunden; ob es sich dabei um eine Ehe handelte, ist unklar. Bereits um 906 war eine andere hevellische Fürstentochter namens Dragomira mit Vratislav I. (böhmischer Herzog von etwa 915–921), dem Bruder des Begründers des böhmischen Přemyslidenstaates, verheiratet worden. Eine solche Verbindung war zweischneidig; sie konnte einerseits Bündnispartner sichern, andererseits aber auch Erbansprüche befürchten lassen.

### Der Verlust der Nordmark durch den Großen Slawenaufstand 983

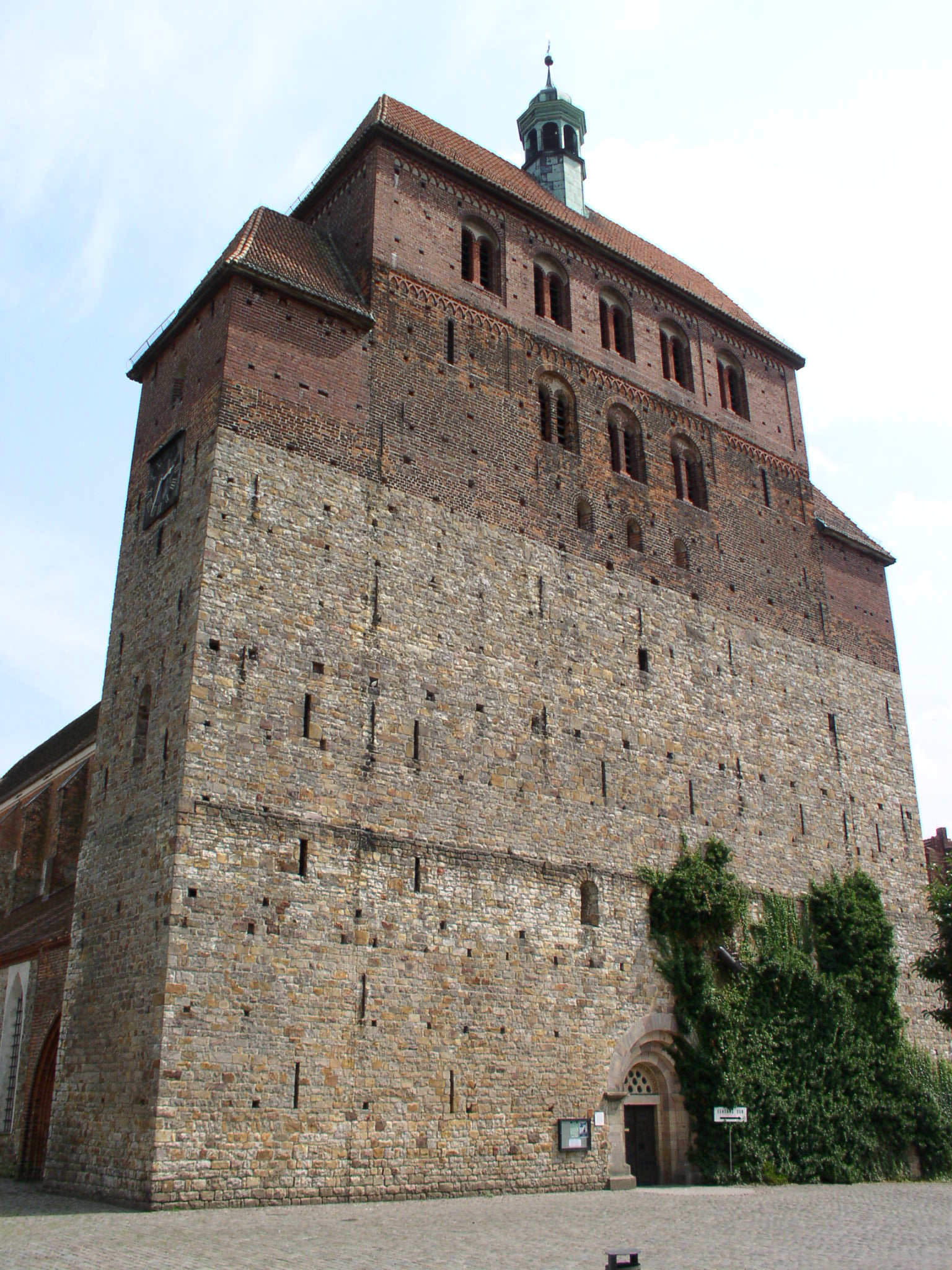
Der Havelberger Dom, Nachfolger des 983 zerstörten Ursprungsbaus

Otto I. starb 973. Sein Sohn Otto II. hatte große Schwierigkeiten, sich gegen eine deutsche Fürstenopposition durchzusetzen; seine militärischen Kräfte waren durch den Kampf um Italien gebunden. Seine Niederlage in der Schlacht von Cotrone in Kalabrien am 13. Juli 982 blieb auch östlich der Elbe nicht unbekannt, sodass sich Stämme der Wilzen als Lutizenbund zusammenfanden, um die deutsche Herrschaft abzuschütteln. Mit dem Überfall am 29. Juni 983 auf den Bischofssitz Havelberg wurde die bisher aufgebaute deutsche Herrschaftsstruktur zwischen Elbe und Oder zerschlagen; wenige Tage später wurde die Brandenburg erobert. Das in der Altmark gelegene Laurentiuskloster Kalbe (Milde) wurde zerstört. Da die Lutizen sich mit den Abodriten verbündet hatten, schlug der Aufstand bis nach Hamburg durch. Die Sorben zwischen Saale und Neiße hatten sich – im Gegensatz zu den Abodriten – dem Slawenaufstand nicht angeschlossen, vermutlich infolge der Ausrottung der slawischen Oberschicht durch Gero.

### Der wachsende Einfluss der Piasten auf die Nordmark (983–1002)

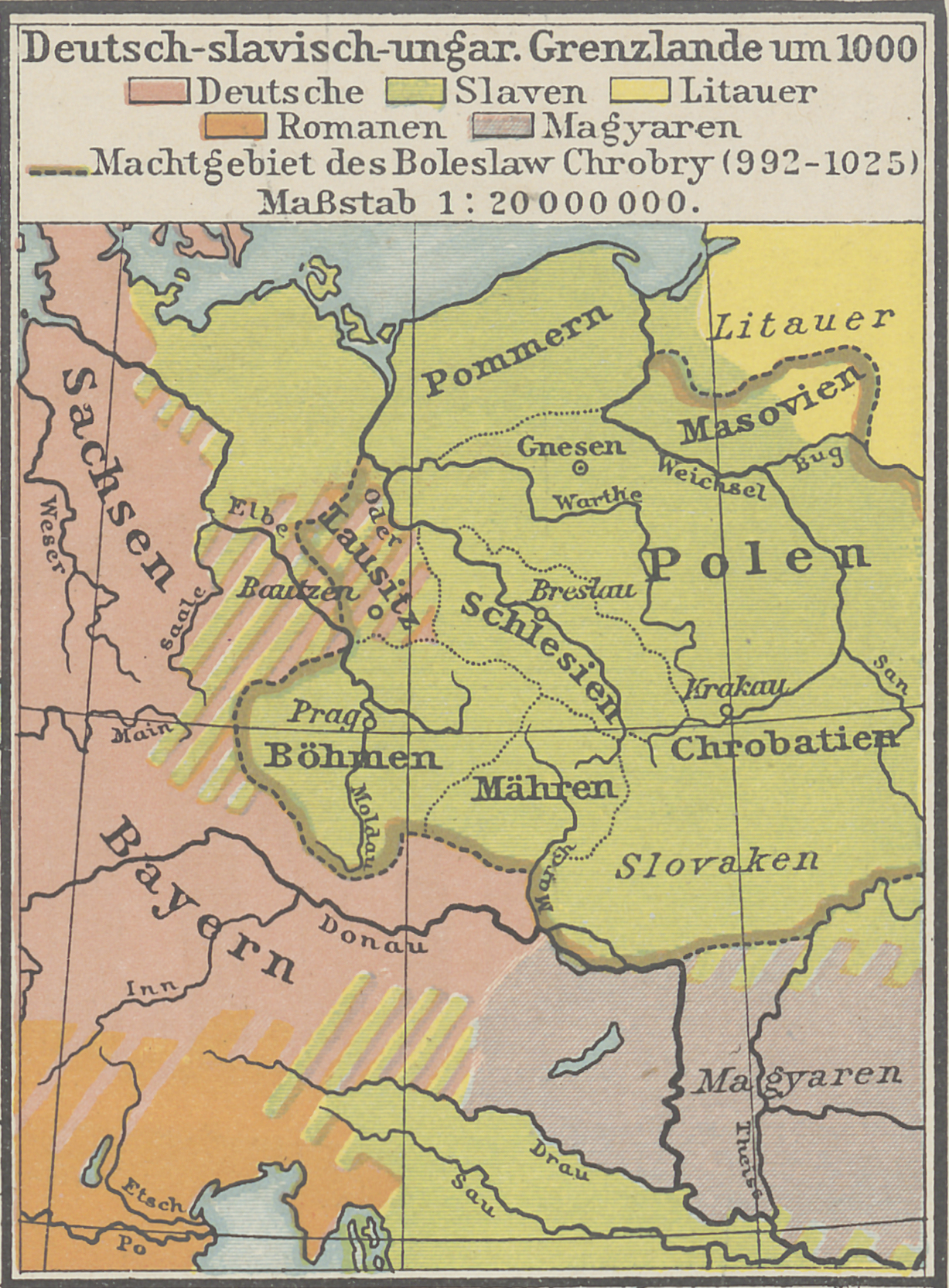
Herrschaftsgebiet Bolesławs I. um das Jahr 1000 (Kartenausschnitt aus Putzgers Historischer Schul-Atlas, 1905)

Mieszko I., der Begründer des Piastenstaates, hatte 965 Dubrawka, die Tochter des böhmischen Herzogs Boleslaw I., geheiratet, was den Anlass zur offiziellen Übernahme des Christentums in Polen gab (966). Da Boleslaw der Sohn der Dragomira von Stodor war, drohte der sächsischen Nordmark eine begehrliche polnisch-böhmische Allianz. Nach dem Tode Dubrawkas heiratete Mieszko Oda, die Tochter des amtierenden Markgrafen Dietrich von Haldensleben. Dessen hartes Verhalten gegenüber den Slawen hatte den Aufstand von 983 ausgelöst. Angeblich wurde er wegen dieses Versagens abgesetzt; er starb 985. Da sein Nachfolger Lothar von Walbeck erst ab 993 oder 997 in den Quellen als Markgraf erscheint, ist vermutet worden, dass Mieszko in der Zwischenzeit als Dietrichs Schwiegersohn das Amt des Markgrafen der Nordmark wahrgenommen hat, im Auftrag Ottos III., dem er 986 in Quedlinburg gehuldigt hatte. Zweifellos besaß er die dafür erforderliche Machtstellung, auch in der Lausitz und im Land Lebus.
Mieszko hatte seinen Sohn Boleslaw I. Chrobry (aus erster Ehe mit Dubrawka) mit einer Tochter des Markgrafen Rikdag von Meißen verheiratet. Boleslaw löste die Ehe aus politischen Gründen und heiratete die Tochter Emnilda eines hohen sorbischen Adligen, um Ansprüche auf die Lausitz zu begründen. Kurz vor seinem Tod hatte Mieszko offenbar versucht, seinen Sohn Mieszko aus seiner zweiten Ehe (mit Oda von Haldensleben) als seinen Nachfolger einzusetzen. Boleslaw Chrobry setzte sich jedoch gegen den Stodor-Abkömmling und Markgrafen-Enkel durch, was in Zusammenhang mit seiner Machtstellung in der Lausitz und im Land Lebus (seit etwa 960–1249) eine Konfrontation mit dem Reich heraufbeschwor. Die Piastenherrschaft in der Lausitz endete daher 1031 durch einen Feldzug Kaiser Konrads II., nachdem Boleslaw 1025 gestorben war.
Mit einem starken Nachbarn kann man sich entweder verbünden oder versuchen, ihn zu unterwerfen. Otto III. (983–1002) wählte das Bündnis mit Polen im Rahmen seiner Idee eines universalen christlichen Imperiums (Renovatio Imperii Romanorum), das die Italia, die Gallia, die Germania und die Sclavinia umfassen sollte. Er erhob daher im Jahre 1000 Herzog Boleslaw Chrobry zum König; Gnesen wurde in Absprache mit dem Papst zum Erzbistum erhoben und diesem die neu gegründeten Bistümer Breslau, Krakau und Kolberg unterstellt. Die Feldzüge Ottos III. gegen die Lutizen zur Wiedergewinnung der Nordmark blieben erfolglos.
Nach dem Tode Ottos III. wählte sein Nachfolger Heinrich II. (1002–1024) die entgegengesetzte Alternative: Er führte insgesamt vier Feldzüge gegen Boleslaw Chrobry, musste aber schließlich nach wiederholten Niederlagen im Frieden von Bautzen (1018) seinem Gegner die Lausitzen und das Land Lebus belassen. Für den Kampf gegen den starken christlichen Polenherzog hatte sich Heinrich II. mit den heidnischen Lutizen verbündet, was in kirchlichen Kreisen Empörung auslöste.

### Der Niedergang der Piasten, die Schwäche des Reichs und die Obotritenherrschaft über die Heveller (1025–1102)
Nach dem Tode Boleslaw Chrobrys wurde der Piastenstaat durch innere Kämpfe, verlustreiche Kriege gegen Böhmen und schließlich durch Erbteilungen geschwächt; die Machtfülle wie unter Boleslaw Chrobry wurde nie wieder erreicht. Lebus blieb zwar im Besitz der Piasten, aber eine weitere Expansion auf dem Westufer der Oder war bis zum Regierungsantritt Boleslaw III. Schiefmund (1102–1138) ausgeschlossen, auch wegen der Stärke des Lutizenbundes.

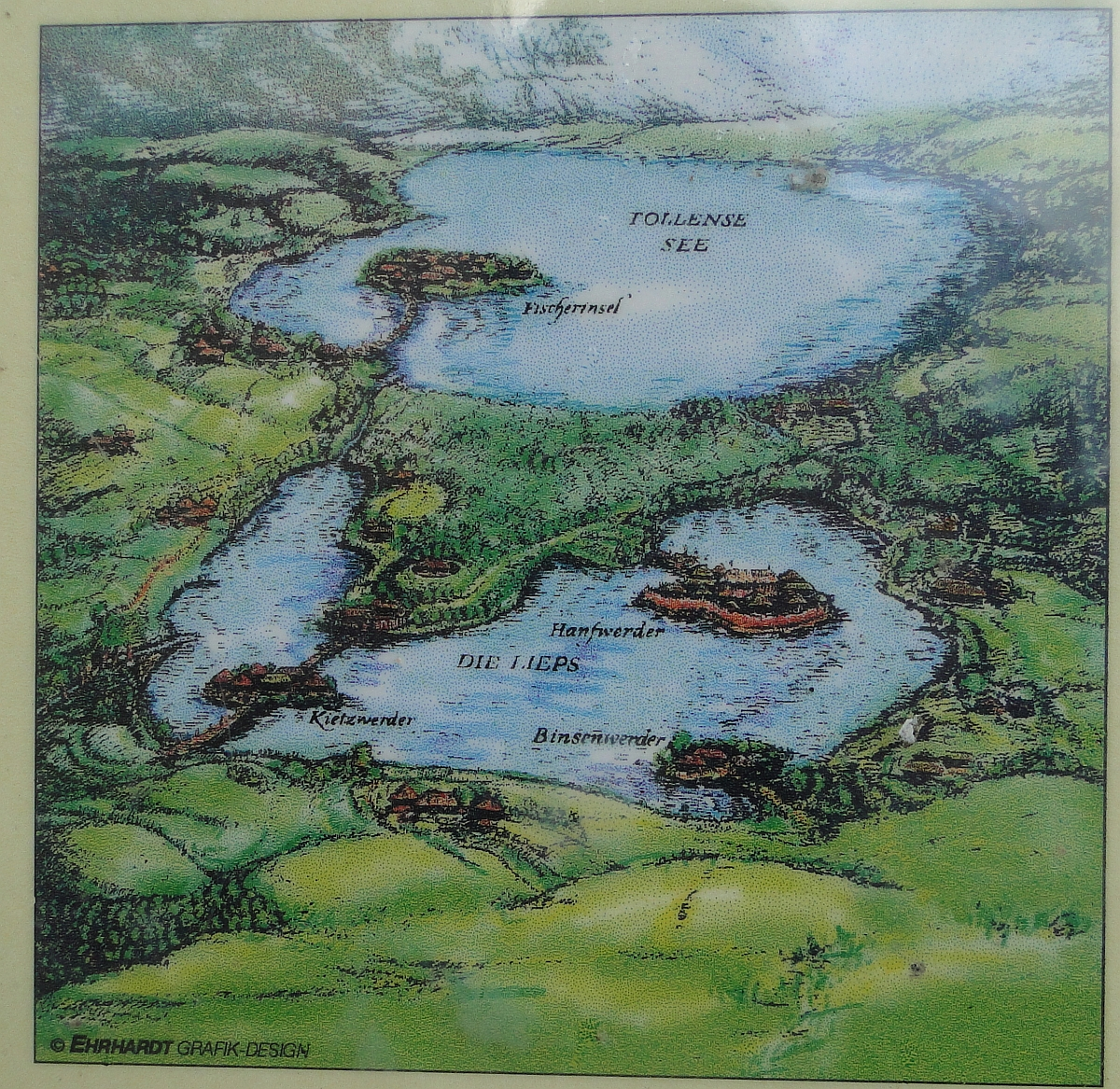
Lagerekonstruktion von Rethra zum Standort Lieps (südlich Neubrandenburg) als Zentralort der Lutizenherrschaft

Für fast das gesamte 11. Jahrhundert schweigen die schriftlichen Quellen bezüglich des Hevellerlandes. Immer wieder fanden Grenzgefechte oder Feldzüge zwischen den Lutizen und dem Reich statt, ohne dass die Sachsenfürsten in der Lage gewesen wären, eine grundsätzlich neue Situation zu schaffen. Ihre Kraft richteten sie vielmehr gegen die Salierkönige Heinrich III. (1039–1056) und Heinrich IV. (1056–1105/1106). Von ihnen fühlten sie ihre sächsischen Interessen vernachlässigt; im Übrigen kämpfen sie – wie die meisten weltlichen und kirchlichen Reichsfürsten auch – um mehr eigene Herrschaftsrechte in ihren Territorien. Die inneren Kämpfe, der Investiturstreit (1075–1122) und Kriege mit Böhmen und Ungarn verhinderten eine aktive Ostpolitik des Reichs. Indessen wurden die Ämter der Markgrafen und Missionsbischöfe immer wieder neu – wenn auch nur dem Titel nach – vergeben; der Anspruch auf die unbeschränkte Herrschaft über die Nordmark wurde nicht aufgegeben.
Aber auch die Herrschaft des Lutizenbundes zwischen Elbe und Oder verfiel durch innere Kriege (1057), bei denen die streitenden Parteien wahlweise die Dänen, die Sachsen und die Abotriten um Hilfe baten. Dies führte unter deren christlichem Slawenfürsten Gottschalk (1043–1066) zu einer zeitweisen Herrschaft der Abotriten über die Lutizen (einschließlich der Heveller) und zur Zerstörung des Rethra-Heiligtums im Winter 1067/1068 durch Bischof Burchard II. von Halberstadt. Gottschalks Sohn Heinrich vergrößerte die Macht des Obotritenstaats, der von 1093 bis 1127 auch das Land Stodor umfasste, also das Stammesgebiet der Heveller.

### Der erste Kreuzzugsaufruf und das Wiedererstarken der Piasten (1102–1127)
Nach dem Großen Slawenaufstand 983 war es dem Reich dreimal gelungen, die Brandenburg zurückzuerobern (991, 993 und 1101), um sie aber jeweils nach kurzer Zeit wieder zu verlieren. Im Jahre 1108 erging daher ein Kreuzzugsaufruf des Erzbischofs von Magdeburg und seiner fünf Suffraganbischöfe (Havelberg, Brandenburg, Merseburg, Naumburg und Meißen) an die weltlichen und geistlichen Fürsten in Sachsen, Franken, Flandern und Lothringen mit der Aufforderung mitzuhelfen, die durch ständige Überfälle der Slawen verursachten, als besonders grausam geschilderten Leiden der Christen durch einen „heiligen Kampf“ zu beenden.
Auffällig war dabei eine neue Konzeption: Bisher war es darum gegangen, durch einen Feldzug die Feinde zu bestrafen und zu besiegen, ihnen Tribut aufzuerlegen und dann siegreich heimzukehren, um in den nächsten Jahren die Tribute einzuziehen. Erstmals hieß es nun aber am Schluss des vom Erzbischof verfassten Aufrufs:
„Die Heiden sind schlecht, doch ihr Land ist reich an Fleisch, Honig, Mehl […] und bringt, wenn es bebaut wird, so reiche Ernten, dass keines ihm gleicht […] Hier könnt Ihr sowohl Eure Seelen retten, als auch, wenn Ihr wollt, bestes Land gewinnen, um Euch dort anzusiedeln.“
Dies lässt mehrere Rückschlüsse zu:
- Es war inzwischen deutlich geworden, dass jährliche Kriegszüge keine dauerhaften Ergebnisse brachten.
- Der Aufruf war deutlich beeinflusst von dem neuartigen Phänomen des Kreuzzugs, zu dem kurz vorher durch die kirchliche Autorität (des Papstes) erstmals 1095 aufgerufen worden war und der zur Eroberung Jerusalems 1099 geführt hatte. Ein zeitgenössischer Chronist des Ersten Kreuzzugs berichtete über das Ergebnis: „Wer drüben arm war, den macht Gott hier reich […] Wer drüben nicht einmal ein Dorf sein Eigen nannte, besitzt hier […] eine Stadt.“

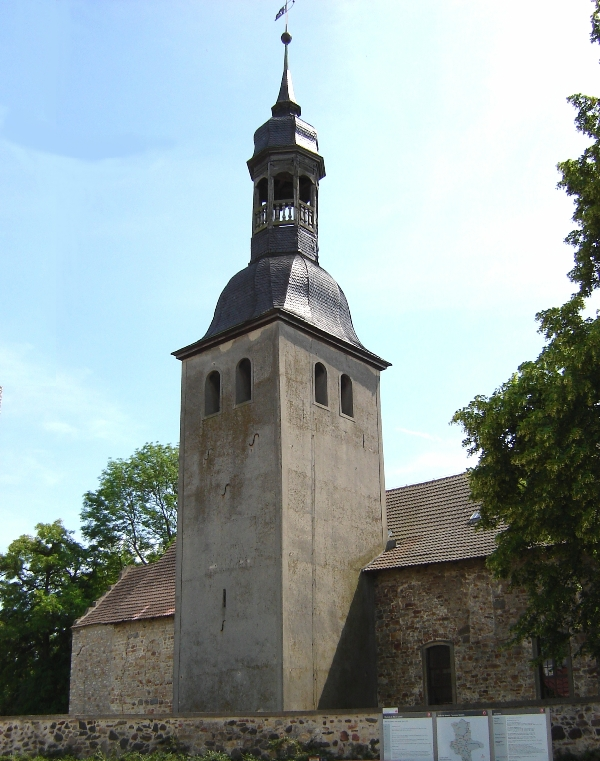
Romanische Pfarrkirche St. Peter in Leitzkau

- Wie schon im Massenaufbruch des Ersten Kreuzzugs äußert sich auch im Aufruf von 1108 der gegen Ende des 11. Jahrhunderts einsetzende Bevölkerungsüberschuss, der nach Ventilen in geringer besiedelte Länder suchte. Für die Ernährung der zahlreicheren Bevölkerung wurden zusätzliche landwirtschaftliche Anbauflächen benötigt.
- Die Sachsenfürsten versuchten, wie alle anderen Fürsten des Reiches auch, ihre Herrschaftsbefugnisse zu Lasten des Königtums in ihren Territorien auszuweiten und diese selbst zu erweitern. Diese Möglichkeit war nach Osten hin gegen die nicht zum Reich gehörenden Slawen am ehesten gegeben.
- Die Sachsen beobachteten argwöhnisch das Wiedererstarken des Piastenstaates, dessen Expansionswünsche auch nach Westen unverkennbar waren; dem wollten sie zuvorkommen. Dazu kam die Rivalität zwischen den Erzbistümern Magdeburg und Gnesen um die Zuständigkeit für die noch nicht christianisierten Slawen (insbesondere in Pommern).

Boleslaw III., Herzog von Schlesien und Kleinpolen seit 1102, verdrängte rücksichtslos seinen Bruder und wurde 1107 Alleinherrscher des Piastenstaates. Durch geschicktes Verhandeln mit dem Reich, dem Papst und Böhmen hielt er sich den Rücken frei, um 1113–1116 die Pommerellen und 1121/1122 Pommern zu erobern. Seine Stellung im Lande Lebus hatte er derart gefestigt, das dort 1124 ein Bistum als Brückenkopf auf dem Westufer der Oder gegründet wurde. Er unterstützte die Mission Ottos von Bamberg 1124 und 1128 in Pommern, für das er ebenfalls die Einrichtung eines Bistums (Wollin 1140) erreichte, wenn auch er (1138) und Otto (1139) kurz vorher starben.
Zu den Unterzeichnern des Kreuzzugsaufrufs gehörte auch Graf Otto von Ballenstedt, vielsagend genannt der Reiche, der Vater Albrechts des Bären. Er bekleidete 1112 vorübergehend das Amt des Herzogs von Sachsen. Weiterer Mitunterzeichner war Bischof Hartbert von Brandenburg, der um 1110 in Leitzkau eine Holzkirche errichtete, die 1114 durch eine Steinkirche ersetzt wurde. Er machte als bisheriger Titularbischof deutlich, dass er entschlossen war, sein Amt wieder tatsächlich in seiner Diözese jenseits der Elbe wahrzunehmen. Wenn auch der Aufruf von 1108 folgenlos blieb, so stieg doch der Druck auf das Slawenland zwischen Elbe und Oder von allen Seiten.

### Die Herrschaft Pribislaw-Heinrichs über das Land Stodor (1127–1150) und sein Bündnis mit Albrecht dem Bären

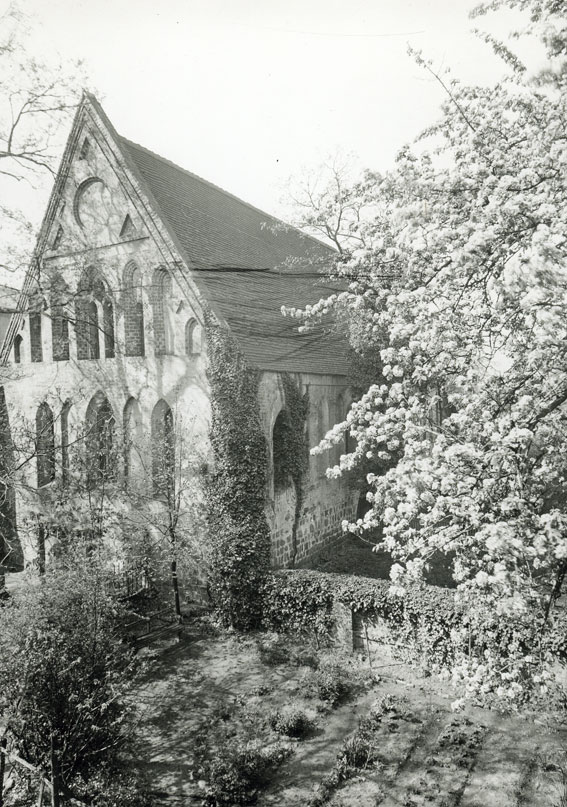
Der Ostgiebel der St. Petrikapelle, Nachfolgerin der Burgkapelle des christlichen Slawenfürsten Heinrich-Pribislaw (vor 1150)

Die naturräumliche Lage der Zauche, des Patengeschenks Pribislaw-Heinrichs an Albrechts Sohn Otto I.

1125 war mit Lothar III. erstmals wieder ein Sachsenherzog deutscher König geworden (Kaiserkrönung 1133), was den Schwerpunkt der Reichspolitik nach Nordosten verlagerte und den Druck auf die Slawengrenze erhöhte. 1127 endete mit dem Tode Heinrichs von Alt-Lübeck die Abotritenherrschaft über das Hevellerland (von den Hevellern als Land Stodor bezeichnet). Im selben Jahr starb auch der dortige Fürst Meinfried eines gewaltsamen Todes.
Die slawischen Herrscher der Brandenburg hatten sich, nach dem Beispiel der abotritischen Nakoniden in Mecklenburg, vermutlich schon seit dem 10. Jahrhundert, wenn auch möglicherweise mit kurzen Unterbrechungen durch heidnische Gegenfürsten, christlich taufen lassen, um begehrlichen Christianisierungsversuchen ihrer Nachbarn entgegentreten zu können. Dies schien dem jungen Pribislaw-Heinrich angesichts des wachsenden Drucks nicht auszureichen. Wohl auch wegen des Kampfs mit seinem Verwandten Meinfried (Onkel oder älterer Bruder) um die Herrschaft im Hevellerland schloss er ein Bündnis mit Albrecht dem Bären.
Albrecht war nach dem Tode seines Vaters Otto des Reichen 1123 vom Sachsenherzog Lothar (eigenmächtig) zum Markgrafen der Lausitz ernannt worden (bis 1131). Sein vom Vater übernommener Allodialbesitz umfasste nicht nur wesentliche Teile der Altmark, sondern reichte auf dem östlichen Elbufer bis zur Linie Möckern-Loburg-Lindau-Zerbst, grenzte also an die Zauche, den südwestlichsten Teil des Hevellerlandes.
Diesem mächtigen Sachsenfürsten in unmittelbarer Nachbarschaft bot Pribislaw-Heinrich vermutlich schon zwischen 1123 und 1125 ein Bündnis an. Die Zauche als begehrte Landbrücke zur Brandenburg verlieh er Albrechts Sohn Otto I. als Patengeschenk. Für die Brandenburg selbst und ihr Herrschaftsgebiet setzte der kinderlose Pribislaw-Heinrich den Markgrafen selbst als Erben ein. Im Gegenzug sagte Albrecht wohl Unterstützung beim Machtkampf mit Meinfried zu sowie Schonung und Schutz gegen Eroberungsversuche anderer Fürsten. Albrechts Unterstützung der Missionsversuche Ottos von Bamberg in Pommern 1128 gibt einen Hinweis auf die weitgesteckten Ziele des Askaniers.

### Albrecht der Bär als Markgraf der Nordmark (1134–1157)

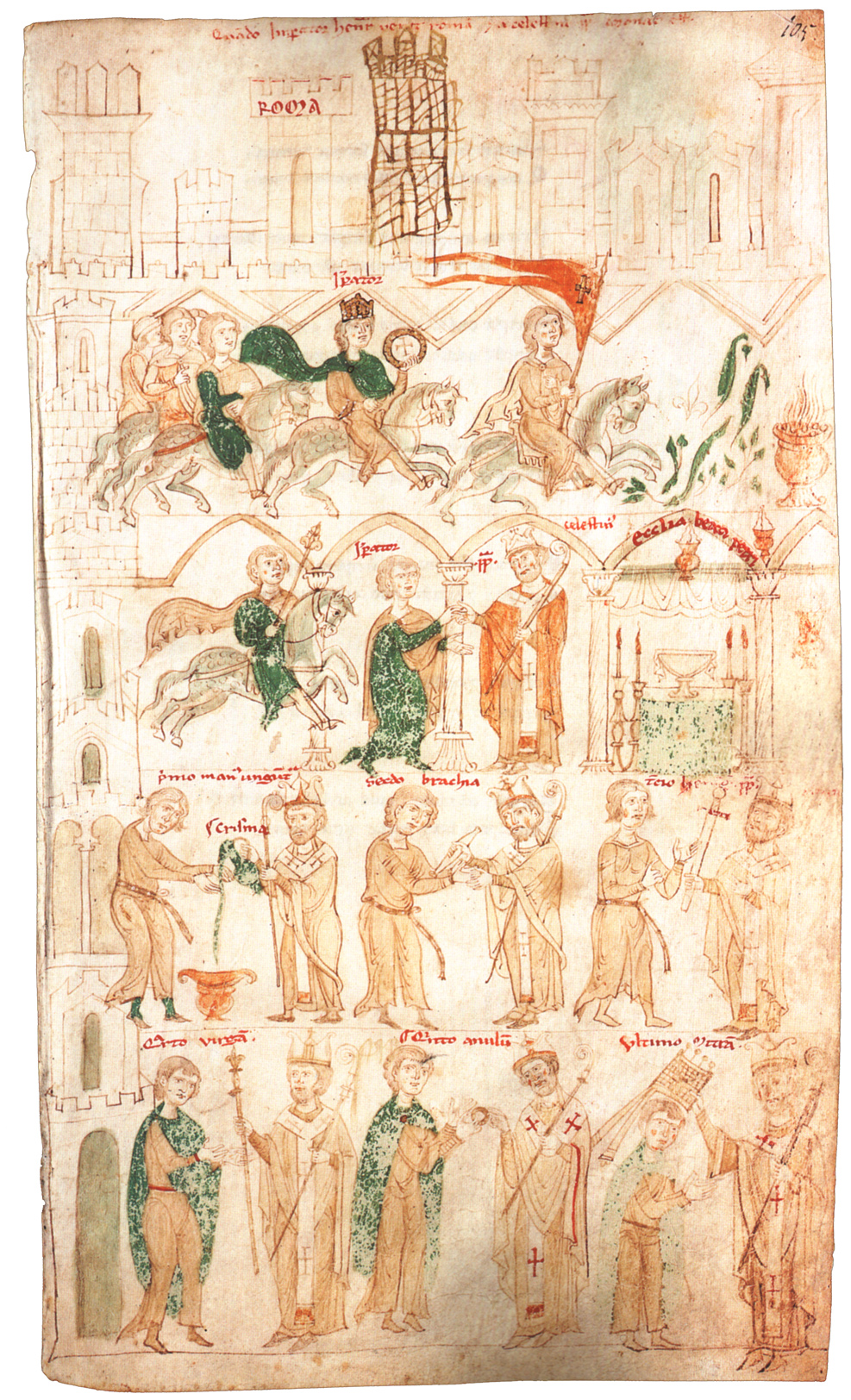
Albrecht wurde für die Unterstützung seiner Könige bei ihrer Kaiserkrönung in Rom belohnt (hier die nach seinem Tod erfolgte Krönung Heinrichs VI. 1196)

1128 starb Albrechts Schwager Heinrich von Stade, Markgraf der Nordmark, ohne Erben. Albrecht meldete sofort Ansprüche auf die ihm günstiger gelegene Nordmark an und versuchte sie derart energisch durchzusetzen, dass ihm Lothar III., inzwischen König, 1131 die Mark Lausitz entzog. 1133 konnte Lothar III. seine Kaiserkrönung in Rom nur durch Kämpfe erreichen, in denen Konrad von Plötzkau (Markgraf der Nordmark 1130–1133) fiel, Albrecht sich aber auszeichnete, so dass er 1134 als Konrads Nachfolger eingesetzt wurde.
Zwischen 1129 und 1134 wurde Pribislaw-Heinrich zum König erhoben, was möglicherweise durch Albrecht gefördert wurde. Diese und die folgenden Rangerhöhungen Albrechts durch den deutschen König bzw. Kaiser können zweischneidig gesehen werden: Einerseits steigerten sie Albrechts Ansehen und Machtfülle, andererseits verdeutlichte ihm der Herrscher dadurch seine Abhängigkeit von der Reichsgewalt.
Mehrfach kämpfte Albrecht als Markgraf der Nordmark 1136/1137 gegen Slawen, offenbar im Raum Havelberg, wobei er sich vermutlich eigene territoriale Ansprüche sicherte. 1138 wurde er vom neuen König Konrad III., der mit den Welfen um seine Anerkennung kämpfen musste, zunächst als Sachsenherzog eingesetzt. Zwischen 1139 und 1144 erwarb Albrecht die Klostervogteien für Leitzkau und Jerichow. Besitzrechte um die Dornburg (bei Leitzkau) unterstrichen seinen Machtzuwachs.
Dem Verlust der Herzogswürde an den Welfen Heinrich den Löwen 1142 setzte er geschickte Diplomatie entgegen. Wibald von Corvey, Notar der königlichen Kanzlei unter Konrad III., führte in dessen Auftrag Verhandlungen mit dem Papst und Byzanz. Dieser wichtige Mann bezeichnete erstmals Albrecht um 1142 als „Markgrafen von Brandenburg“, möglicherweise in Zusammenhang mit dem Verlust der Herzogswürde als eine Art Kompensation und Zukunftsverheißung. Umgekehrt unterstützte dann Albrecht im Rahmen des Wendenkreuzzugs 1147 Wibalds Ansprüche auf Rügen.
Einen weiteren Partner am Königshof hatte Albrecht in Bischof Anselm von Havelberg (1129–1155), den er bei dessen Abwehrkämpfen gegen die Slawen 1136/1137 unterstützte. Anselm diente drei Königen (Lothar III., Konrad III. und Friedrich I.) als Diplomat: Er verhandelte mit dem Papst über die Kaiserkrönung Friedrichs I., wurde von diesem nach Byzanz zu Bündnisverhandlungen geschickt und wurde 1155 Erzbischof von Ravenna. Wichtig wurde Anselm für Albrecht durch seine Ernennung zum päpstlichen Legaten beim Wendenkreuzzug 1147. Albrecht schuf sich also zielstrebig ein Netz guter Freunde.

### Der Wendenkreuzzug (1147)
Auf dem Frankfurter Reichstag im März 1147, auf dem über den Zweiten Kreuzzug von 1147 bis 1149 beraten wurde, zeigten sich die sächsischen Fürsten „nicht geneigt, in den Orient zu ziehen“, unter Hinweis auf die kriegerischen heidnischen Nachbarn an ihrer eigenen Grenze. Der Kreuzzugsprediger Bernhard von Clairvaux nahm sie beim Wort, so dass sich eines der drei Teilheere „dem Wendenzuge gegen unsere Grenznachbarn, die Obotriten und Lutizen, [weihte], um Tod und Verderben zu rächen, die sie über die Christen, besonders die Dänen, gebracht hatten“ (Helmold I, 62).
Anders als beim Ersten und Zweiten Kreuzzug gegen die Moslems in Palästina ging es beim Wendenkreuzzug nicht nur um die „Befreiung“ oder „Rückeroberung“ christlich beanspruchten Landes, sondern außerdem auch um die Taufe der besiegten Heiden, notfalls mit Zwang. Seit dem Verlust der aufgeteilten sächsischen Ostmark beim Großen Slawenaufstand 983 war folgende Situation eingetreten: Die christlich-frühdeutsche Herrschaft in der Mark Lausitz hatte sich halten können. Die verloren gegangene Billunger Mark wurde nicht fortgeführt, vermutlich weil der Obotritenstaat meist von christlich-slawischen Fürsten beherrscht wurde, die durchaus Bündnisse mit der deutschen Seite eingingen.
Für die Nordmark aber wurden auch nach 983 zur Wiedereroberung unverändert Markgrafen eingesetzt. Spätestens mit Meinfried und Pribislaw-Heinrich wurde deutlich, dass auch im Hevellerland die slawische Führungsschicht zum Christentum tendierte. Die großzügige Bündnispolitik Pribislaw-Heinrichs mit Albrecht (Patengeschenk der Zauche, Erbvertrag für das Land Stodor) dürfte sich aus dem Druck der Verhältnisse erklären. Offenbar war der Hevellerfürst zukunftsbewusst entschlossen, das Schlimmste von seinem Volk abzuwenden. Dies dürfte auch die demonstrative Niederlegung seiner Königskrone in Leitzkau erklären, vermutlich vor dem Hintergrund des heraufziehenden Wendenkreuzzugs.
Tatsächlich gelang es den Bündnispartnern Heinrich und Albrecht, den Kreuzzug über Havelberg nordwestlich am zu schonenden Hevellerland vorbei zu leiten. Unter dem Gesichtspunkt der Tauf-Forderung Bernhards von Clairvaux konnte Ziel des Kreuzzugs nur noch das Gebiet der heidnischen Lutizen sein, die keine fürstliche Oberschicht kannten, die – unter eigener Anpassung – zu Bündnissen mit christlichen Partnern bereit gewesen wäre.
Folgerichtig wandte sich die Hauptabteilung unter Albrecht dem Bären (als Markgraf der Nordmark) und dem Erzbischof von Magdeburg im Juli 1147 von Magdeburg aus über Havelberg und Malchow/Malchin nach Demmin, um es zu belagern. Eine kleinere Abteilung unter Heinrich dem Löwen (als Sachsenherzog) und dem Erzbischof von Bremen wandte sich gegen den Obotritenstaat. Dieser wurde zwar beherrscht vom christlichen Fürsten Niklot, aber er hatte, um sich des Drucks seiner christlichen Nachbarn zu erwehren, diese immer wieder geschickt gegeneinander ausgespielt, was sich nun rächte.

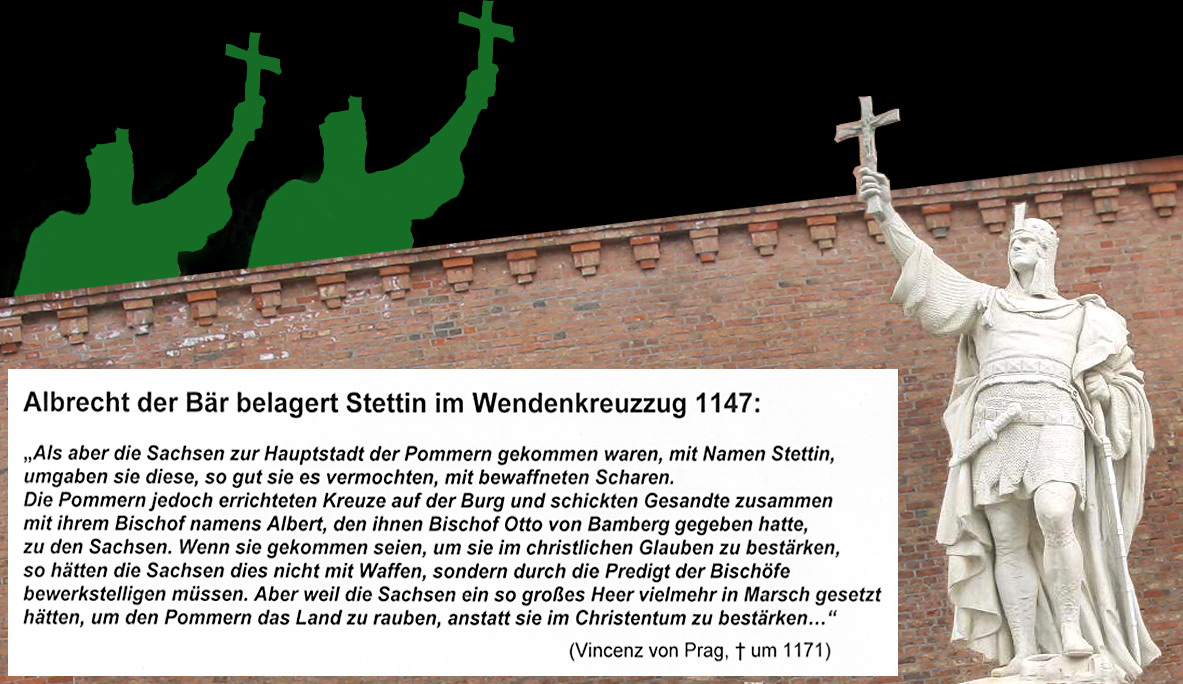
Albrecht der Bär als angeblicher Kulturbringer: Die Stettiner waren aber bereits seit 1128 christianisiert

Angesichts der fruchtlosen Belagerung von Demmin zog eine Abteilung weiter nach Stettin. Die belagerten Pommern erschienen jedoch mit Kreuzen auf den Wällen und beschwerten sich über den Angriff, da sie doch bereits vor zwanzig Jahren von Otto von Bamberg zum Christentum bekehrt worden seien. Daraufhin rieten die sächsischen Bischöfe ihren Kriegsleuten zum Friedensschluss.
Zwecks Aushungerung von länger belagerten Orten wurde üblicherweise das umliegende Land verwüstet. Vielsagend über den Zweck des Kreuzzugs lässt Helmold von Bosau die Belagerer von Dobin sagen:
„Ist es nicht unser Land, das wir verheeren, und unser Volk, das wir bekämpfen? Warum benehmen wir uns denn wie unsere eigenen Feinde und vernichten unsere eigenen Einkünfte? Wirken diese Verluste nicht auf unsere Lehnsherren zurück?“ Über die Motive Heinrichs des Löwen urteilt Helmold: „Auf den verschiedenen Feldzügen aber, die er ins Slawenland hinein unternahm, wurde des Christentums gar nicht Erwähnung getan, sondern nur des Geldes“ (Helmold I, 68).
Der Wendenkreuzzug endete aus Sicht der zeitgenössischen Chronisten enttäuschend, ohne beeindruckende Ergebnisse. Allerdings war die Stellung Anselms, des päpstlichen Legaten, als Bischof in Havelberg gestärkt worden, wie überhaupt zahlreiche Bistümer faktisch wiederhergestellt oder neu errichtet wurden. Die sächsischen Fürsten hatten ihre militärische Überlegenheit demonstriert und Ansätze für die Christianisierung geschaffen. Vermutlich bemächtigten sich die Askanier des nördlich ans Hevellerland anschließenden Gebiets um Gransee, Zehdenick, Lychen und Templin. Anscheinend setzten sich die Edlen Herren Gans zu Putlitz in der Prignitz, die Herren von Jerichow im Ländchen Friesack, die Herren von Plotho um Kyritz und Wusterhausen/Dosse sowie die Grafen von Arnstein im Land Ruppin fest. Weitere Angehörige kleinerer Adelsgeschlechter, darunter offenbar sogar Reichsministeriale als Beauftragte des Königs, errichteten vielleicht noch vor 1150 eigene Herrschaften um Belzig, Beelitz, Treuenbrietzen, Luckenwalde, Trebbin, Gröben, eventuell auch in Zossen, Teupitz und Storkow.

### Der Erbanfall der Brandenburg (1150) und die Zwischenherrschaft Jaxas (1153(?)–1157)

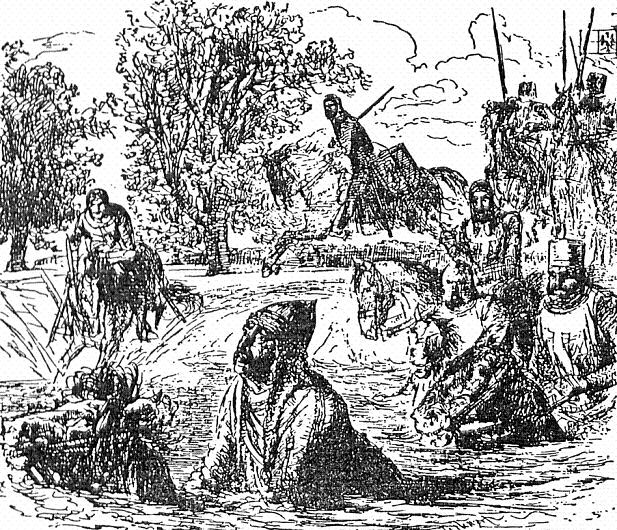
Jaczo von Köpenick auf der Flucht durch die Havel. Darstellung der Schildhornsage nach einer Zeichnung von Adolph Menzel, 1868

1150 starb Pribislaw-Heinrich. Seine (ebenfalls christliche) Witwe Petrissa hielt seinen Tod drei Tage lang geheim und ließ Albrecht schnellstens benachrichtigen. Dieser eilte mit einer starken Schar Bewaffneter herbei, nahm die Burg in seinen Besitz, vertrieb opponierende (heidnische?) Slawen und hinterließ bei seinem Abzug eine deutsch-slawische Wachmannschaft. Die Aufnahme vertrauenswürdiger Slawen in seine Burgbesatzung sollte vermutlich die Akzeptanz seiner Herrschaft bei der slawischen Opposition steigern.
Die Nachricht von Tod und Besitzwechsel erreichte bald auch Jaxa, einen Onkel des Verstorbenen, der in Polen als Fürst herrschte und demnach Christ war. Sollte dieser Jaxa mit dem anderweitig bekannten Jacza de Copnic identisch sein, hätte die Herrschaft Polens damals auch das Stammesgebiet der Sprewanen umfasst. Jaxa bestach die Wachen und drang mit einem Polenheer in die Brandenburg ein. Laut Tractatus de captione urbis Brandenburg verging bis zu diesem Handstreich nur kurze Zeit („tempore brevi“, etwa 1153 [?]); andererseits ist kaum vorstellbar, dass Albrecht etwa sechs Jahre lang (bis 1157) nichts gegen diesen Umsturz unternommen hätte. Albrecht hatte seinen ältesten Sohn Otto I. mit Judith von Polen, Schwester der Polenherzöge Bolesław IV. und Mieszko III., verheiratet. Aus welchen Gründen diese politische Heirat ohne Auswirkung auf den Kampf um die Brandenburg blieb, ist nicht bekannt, denn Jaxa war vermutlich diesen Herzögen untergeordnet.

## Die Mark Brandenburg unter den Askaniern

### Die endgültige Begründung der Herrschaft über die Brandenburg durch Albrecht den Bären (1157–1170)

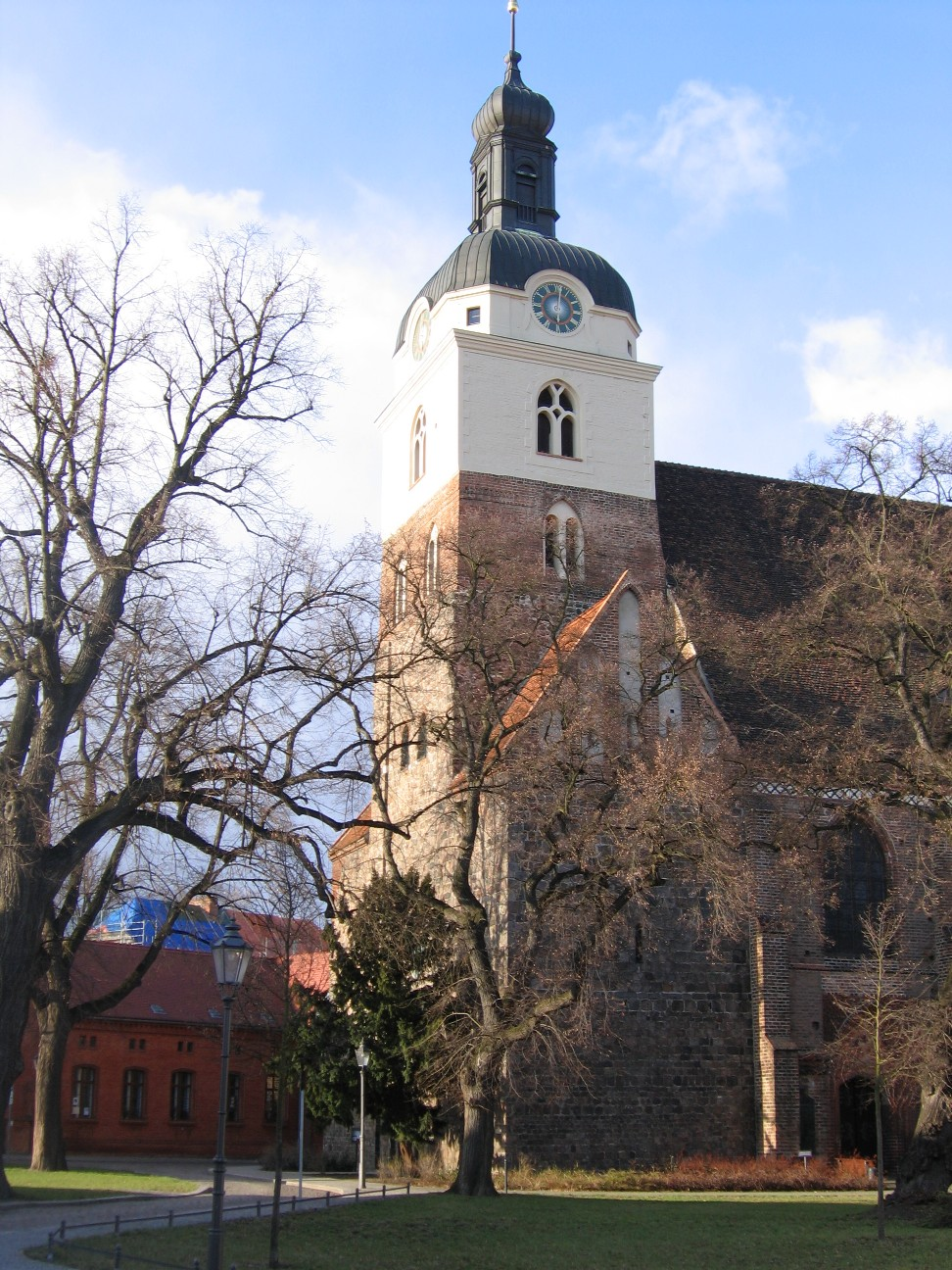
St. Gotthardtkirche in der Altstadt (ursprünglich Prämonstratenserkirche in der Kaufmannssiedlung Parduin, begonnen vor 1157)

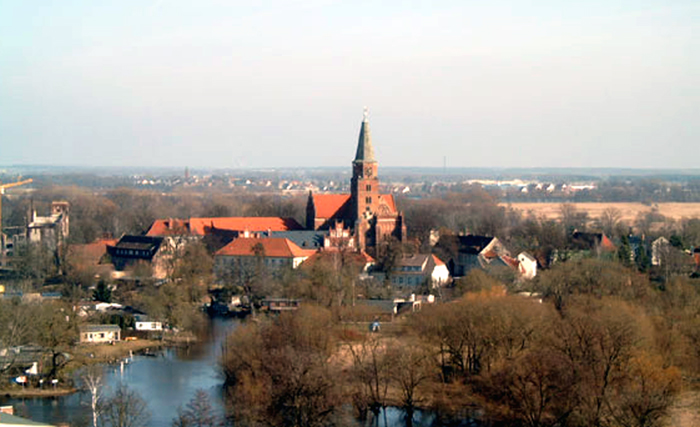
Dom zu Brandenburg auf der Dominsel, anstelle des dortigen slawischen Burgwalls, von St. Gotthardt aus gesehen.

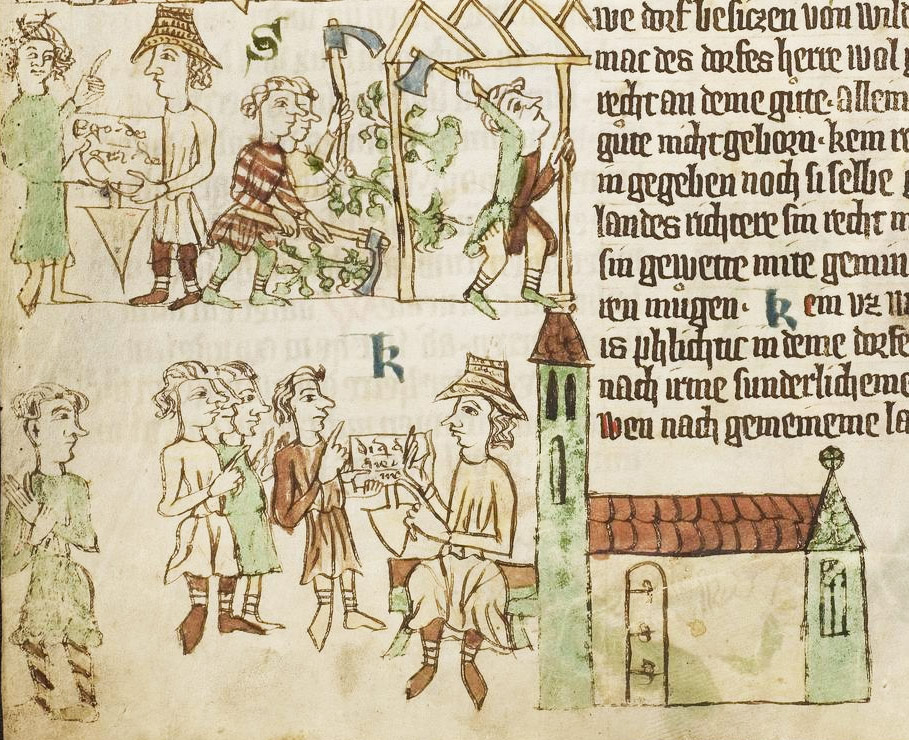
Szene aus dem Sachsenspiegel zeigt den mit Albrecht einsetzenden Landesausbau

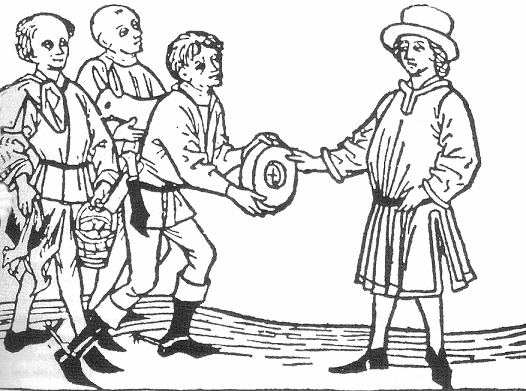
Zehntabgabe von Bauern bei einem Grundherren

Albrecht zog mit Hilfe und Unterstützung des Erzbischofs Wichmann von Magdeburg sowie anderer Fürsten und Adliger ein großes Heer zusammen, verteilte die Scharen auf drei Örtlichkeiten um die Burg und musste diese wegen ihrer Stärke lange Zeit belagern („longo tempore“). „Nachdem auf allen Seiten Blut geflossen war“ und die Belagerten „erkannt hatten, dass sie der Macht ihrer Widersacher nicht zu entrinnen vermochten, ergaben sie sich notgedrungen“ am 11. Juni 1157 dem Markgrafen unter zugesicherten Bedingungen. Die Feste fiel also nicht im Sturm. Albrecht „zog mit großem Gefolge prächtig ein, ließ an einem erhöhten Ort sein Siegesbanner aufpflanzen und lobte Gott nach Gebühr.“
Aus der Quelle geht weder hervor, ob Albrecht und Jaxa während der gesamten Belagerung zugegen waren noch ob sie persönlich die Übergabeverhandlungen führten. Die Flucht Jaxas und die Verfolgung durch Albrecht bis an die Havel bei Spandau ist jedoch mit Sicherheit eine Sage. Mindestens dreizehn Mal war die Burg zwischen den Slawen und Sachsen hin- und hergegangen; das endgültige Ende dieser Besitzwechsel am 11. Juni 1157 gilt daher als Geburtsstunde der Mark Brandenburg, zumal Albrecht ein Vierteljahr später (3. Oktober 1157) zum ersten Mal selbst mit dem Titel „Markgraf in Brandenburg“ urkundete.
Er wollte offenbar damit zum Ausdruck bringen, dass er dort nicht im Auftrage des Königs als Markgraf der Nordmark residierte, sondern das (von der Nordmark hinsichtlich von Teilen Vorpommerns abweichende) ehemalige Stammesgebiet der Heveller als rechtmäßiger Erbe beherrschte und zusätzlich kraft eigenen Schwertes nach Kriegsrecht (iure belli). Albrecht betrachtete also seine „Mark“ nicht als Reichslehen, sondern als Allodialbesitz. Obwohl der König dennoch zur Wahrnehmung seiner Rechte einen Burggrafen einsetzte und auch der Bischof von Brandenburg Ansprüche anmeldete, setzte sich Albrecht langfristig gesehen mit seiner Auffassung durch.
Nach dem erfolgreichen Abschluss seiner jahrzehntelangen Bemühungen unternahm er 1158 mit seiner Gemahlin eine Pilgerreise ins Heilige Land. Nach seiner Rückkehr begann er 1159, seine neue Mark planvoll zu besiedeln, wie er es offenbar auch bereits vor 1150 am Westsaum des Hevellerlandes getan hatte.
„Schließlich schickte er, als die Slawen allmählich abnahmen, nach Utrecht und den Rheingegenden, ferner zu denen, die am Ozean wohnen und unter der Gewalt des Meeres zu leiden hatten, den Holländern, Seeländern und Flamen, zog von dort viel Volk herbei und ließ sie in den Burgen und Dörfern der Slawen wohnen. Durch die eintreffenden Zuwanderer wurden auch die Bistümer Brandenburg und Havelberg sehr gekräftigt, denn die Kirchen mehrten sich und der Zehnt wuchs zu ungeheurem Ertrage an.“
Helmold von Bosau (I, 89) hat in seinem Bericht die von der Küste stammenden Zuwanderer offenbar wegen ihrer Fachkenntnisse in Entwässerungsarbeiten hervorgehoben, obwohl sie auch Hochflächen wie den Fläming besiedelt haben. Dass Zuzügler aus den askanischen Stammlanden und insgesamt aus Sachsen (einschließlich Westfalens) kamen, verstand sich von selbst, wie auch die Ortsnamensforschung nachgewiesen hat (Übertragung von Ortsnamen aus den Herkunftsgebieten der Neusiedler).
Das Stammesgebiet der Heveller reichte zu diesem Zeitpunkt offenbar bis zur Havel-Nuthe-Linie, markiert durch die slawischen Burgen in Spandau und Potsdam. Die derzeitige Forschung ist sich darin einig, dass sich Albrecht mit denjenigen Fürsten und Adligen, die ihn bei der Eroberung der Brandenburg unterstützt hatten, die eroberten Lande teilen musste, allen voran mit dem Erzbischof von Magdeburg, der das Land Jüterbog erhielt.
Vermutlich hatten sich bereits nach dem Wendenkreuzzug 1147 die Edlen Herren Gans zu Putlitz in der Prignitz festgesetzt, die Herren von Jerichow im Ländchen Friesack, die Herren von Plotho um Kyritz und Wusterhausen sowie die Grafen von Arnstein im Ruppiner Land. Weitere Angehörige kleinerer Adelsgeschlechter, darunter offenbar sogar Reichsministeriale als Beauftragte des Königs, hatten – vielleicht noch vor 1150 – eigene Herrschaften um Belzig, Beelitz, Treuenbrietzen, Luckenwalde, Trebbin und Gröben errichtet, eventuell auch in Zossen, Teupitz und Storkow. Spätestens jetzt nach 1157 mussten diese Ansprüche bestätigt werden, ebenso die des Bischofs von Brandenburg und seines Domkapitels. Albrechts eigenes Herrschaftsgebiet beschränkte sich also neben der Altmark auf das hevellische Havelland und die Zauche, das Brizanen-Gebiet um Havelberg und das Rezanen-Gebiet am Oberlauf der Havel; die Stämme der Brizanen und Rezanen hatte er offenbar schon während des Wendenkreuzzugs 1147 unterworfen.
Seine erste Stadtrechtsverleihung um 1160 bezieht sich auf die Altmark, indem er Stendal Magdeburger Stadtrecht verlieh. In dieser Urkunde werden als bedeutendste Orte seines Herrschaftsgebietes die Burgen von Arneburg, Osterburg, Salzwedel, Tangermünde und Werben aufgezählt (alle in der Altmark); nur Brandenburg und Havelberg werden für das Land östlich der Elbe genannt. 1165 wurde der Grundstein für St. Peter und Paul (Brandenburg an der Havel) gelegt. 1170 wohnte Albrecht der Weihe des Havelberger Doms bei. Drei Monate später verstarb er am 18. November.
Bis zu diesem Zeitpunkt gab es zwischen mittlerer Elbe und Oder – soweit bekannt – nur neun Steinkirchen, davon allein fünf in der und um die Brandenburg: Pribislaw-Heinrichs Burgkapelle St. Petri, die spätere Pfarrkirche der Altstadt St. Gotthardt, den Dom, die Marienkapelle auf dem Harlunger Berg und die Nikolaikirche der Nachbarsiedlung Luckenberg; bei den beiden Kapellen ist unklar, ob sie 1170 tatsächlich schon aus Stein erbaut waren. Die restlichen Kirchen standen in Leitzkau, Jerichow und Havelberg.

### Die Mark Brandenburg unter Markgraf Otto I. (1170–1184)
Die Nachfolge trat sein ältester Sohn Otto I. an, den er bereits spätestens 1144 als Mitregenten eingesetzt hatte und der im selben Jahr auch schon von der kaiserlichen Kanzlei als „Markgraf von Brandenburg“ tituliert worden war. Bald darauf wurde er auch als Reichserzkämmerer genannt. Für das Gedeihen der Mark war sicherlich nützlich, dass Ottos Bruder Siegfried Erzbischof von Bremen (1168/1180–1184) war und sein Bruder Bernhard Herzog von Sachsen (1180–1212), ebenso seine Ehe mit Judith (1148–1175), der Schwester der Polenherzöge Bolesław IV. und Mieszko III.
Da Albrechts Itinerar ihn erstaunlich selten in den Gebieten östlich der Elbe ausweist, ist zu vermuten, dass Albrecht sein Lebenswerk vor allem auch durch gute Beziehungen zu wichtigen Reichsfürsten und zum Königshof förderte, so dass Otto (der die Zauche ja schon als Patengeschenk erhalten hatte), östlich der Elbe stärker engagiert war als sein Vater.

Schematische Darstellung der Klosterkirche Lehnin um 1190 (Gemäldeausschnitt)

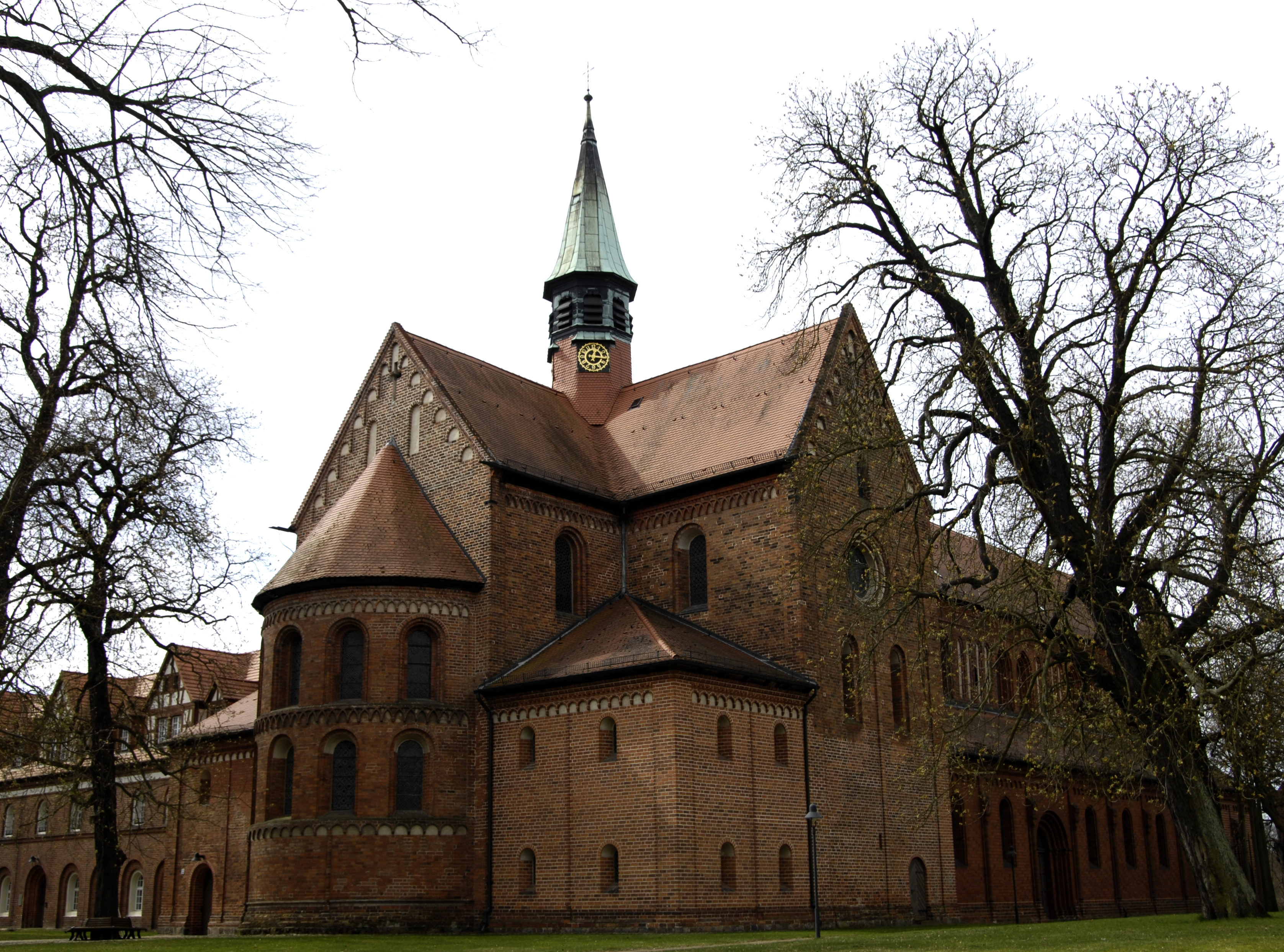
Kloster Lehnin nach neuzeitlicher Rekonstruktion

Auffällig ist, dass zwei der relativ seltenen Dendrodaten ausgerechnet in die Zeit des Regierungswechsels von 1170 fallen.
- Die Brücke des slawischen Burgwalls von Spandau wurde letztmals 1168 erneuert; unmittelbar danach (1170[?]) stieg der Wasserspiegel der Havel erheblich an, vermutlich durch einen Mühlenstau. Der Wasseranstieg und/oder sonstige Erwägungen führten dazu, den Burgwall aufzugeben und stattdessen den Siedlungsteil nach Norden in den Bereich der heutigen Alt-Stadt Spandau und den Burgteil auf das Gelände der heutigen Zitadelle zu verlegen.
- Auf der Cöllner Spreeinsel wurde im Keller des Hauses Breite Str. 28 eine Spaltbohle gefunden (der Baum wurde „um oder kurz nach 1171“ gefällt), die als Wandfassung des Kellers wieder verwendet wurde, der in „die erste Hälfte des 13. Jahrhunderts“ datiert wird.

Es werden also um 1170 neuartige Aktivitäten fassbar, die möglicherweise mit dem Regierungswechsel zusammenhängen; der bisherige Mitregent konnte nun endlich eigene Planungen umsetzen. Die Verdienste Ottos im weiteren Landesausbau zeigen sich vor allem in der Errichtung zweier Klöster: das Zisterzienserkloster von Lehnin (in der Zauche, 1180), bestimmt zur Grablege der askanischen Markgrafen und zur Feier ihrer Memoria, sowie das Benediktinerinnenkloster in Arendsee (in der Altmark, 1183). Otto erzielte eine kleine Erweiterung der Mark durch den Erwerb des Ländchen Gliens und des Landes Löwenberg. Er drängte den Einfluss des Bischofs und des königlichen Burggrafen in Brandenburg zurück und brachte durch Lehnsüberlagerung eine Vielzahl kleinerer Adelsherrschaften, die im Zusammenhang mit den Kriegszügen von 1147 und 1157 entstanden waren, in markgräfliche Lehnsabhängigkeit. Ottos Verdienste sind mehr konsolidierender als ausweitender Natur.

### Die Mark Brandenburg unter Markgraf Otto II. (1184–1205)

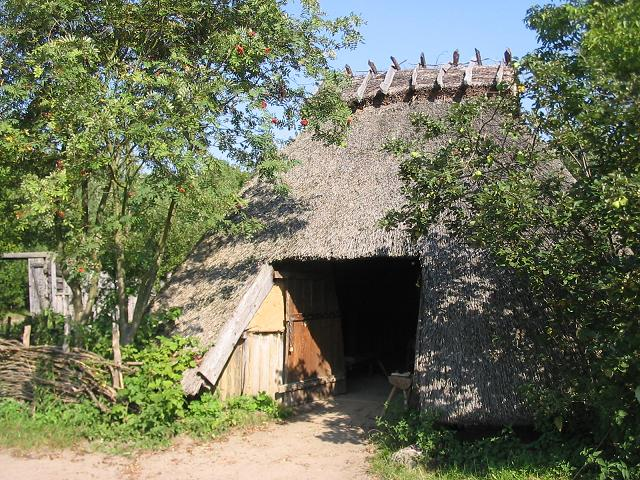
Museumsdorf Düppel: Rekonstruiertes Haus (Anfang 13. Jahrhundert)

Otto II. gilt als Herrscher von geringerer Bedeutung, insbesondere wegen seiner „überspannten“ Religiosität. Durch großzügige Schenkungen für religiöse Zwecke erwarb er den Beinamen „der Freigebige“. Völlig rätselhaft und bis heute nicht überzeugend erklärt ist die Schenkung 1196 des gesamten markgräflichen Eigenbesitzes (Allodialvermögen) an das Erzstift Magdeburg, um dann die Mark von diesem als Lehen zu nehmen; diese Schenkung ließ er vom Kaiser urkundlich bestätigen.
Seit Albrecht dem Bären lag die Ostgrenze der Mark an der Havel-Nuthe-Linie, einschließlich des jeweiligen Ostufers. Seit dem Ende des 12. Jahrhunderts ist ein Eindringen der Askanier in den nordwestlichen Teil des Teltows bis zur Bäke nachweisbar. Diese erste Siedlungsphase (beispielhaft: Museumsdorf Düppel) war noch nicht bestimmt von der großflächigen planmäßigen Umgestaltung von Dorf- und Flurformen. Mit großer Wahrscheinlichkeit ist während der Regierungszeit Ottos II. der Templerorden auf den Teltow geholt worden.

### Die Mark Brandenburg unter Markgraf Albrecht II. (1205–1220)

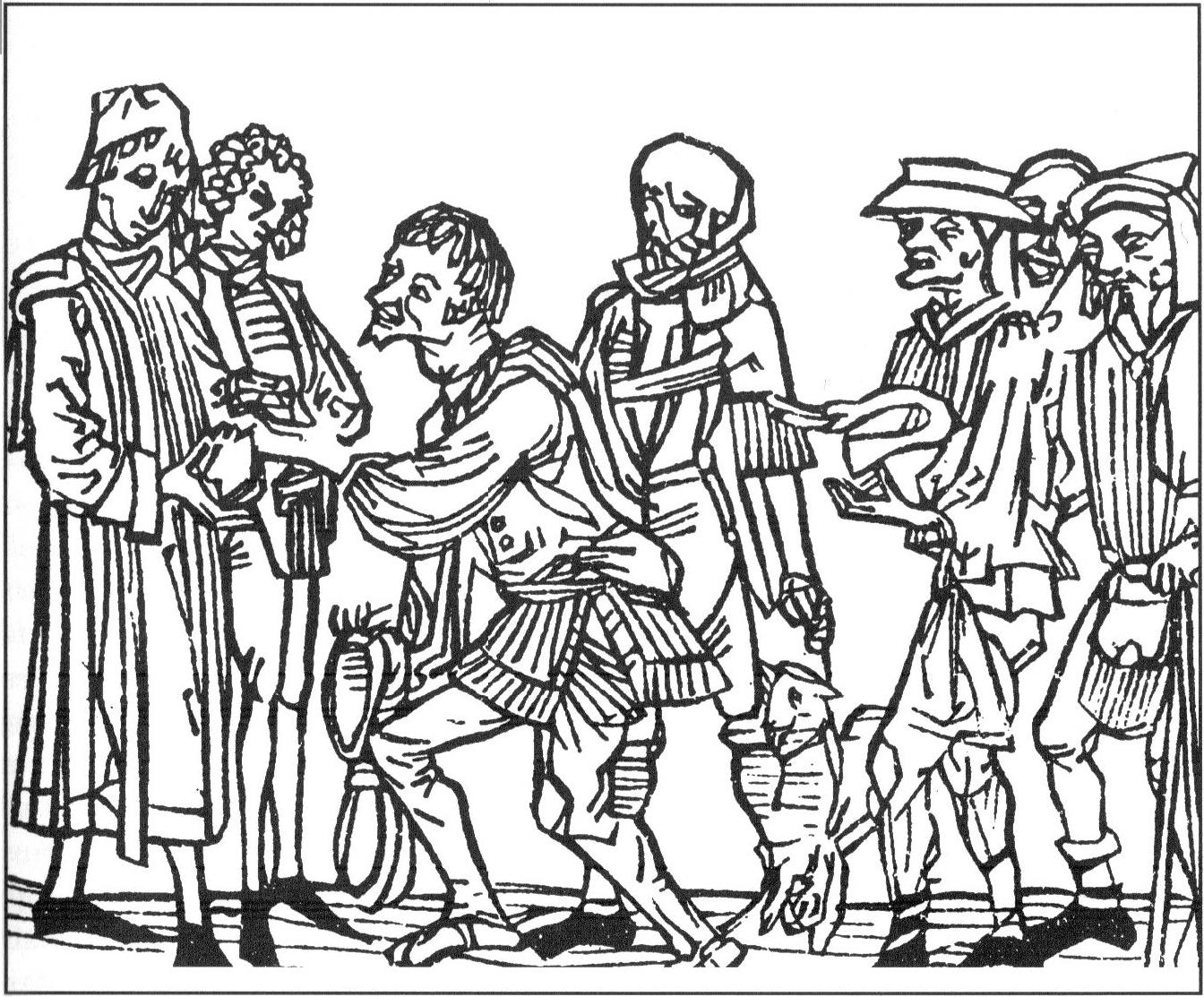
Bauern geben einem geistlichen Herren den Zehnt ab, den die Markgrafen lieber für sich behalten wollten

Ein anderer Aspekt von Religiosität, nämlich das eigenkirchliche Selbstbewusstsein der Askanier, zeigt sich am deutlichsten an Ottos I. († 1184) anderen Söhnen: Graf Heinrich von Gardelegen sowie Markgraf Albrecht II. Heinrich, der mitbelehnte Bruder Ottos II. († 1205), hatte spätestens 1188 ein eigenes Bistum in der Altmark mit Dom in Stendal geplant, war aber vor der Verwirklichung gestorben. Albrecht II. versuchte es kurz vor 1210 mit dem Plan, wenn schon nicht ein Bistum, so doch wenigstens eine bistumsfreie Stiftskirche in den „novae terrae“ östlich der Havel zu gründen, für die er sogar die Unterstützung des Brandenburger Bischofs und des Papstes gewonnen hatte. Vermutlich war dies als Vorstufe eines Landesbistums geplant, nach dem Muster der von Heinrich dem Löwen mit kaiserlicher Genehmigung „in der Provinz jenseits der Elbe“ eingerichteten Landesbistümer in Oldenburg/Lübeck, Mecklenburg/Schwerin einschließlich Ratzeburgs. Das Verfahren zur Einrichtung dieser exemten Stiftskirche zog sich hin, weil die Nachfolger des Brandenburger Bischofs widersprachen. Im Kern ging es um die Frage, an wen der Kirchenzehnt zu zahlen war: an den Bischof oder den Markgrafen. Der Kirchenzehnt-Streit wurde erst mit dem Vergleich von 1237/1238 entschieden.

### Der Aufstieg der Markgrafen zu den Königswählern unter den Brüdern Johann I. und Otto III. (1220–1266/1267)
Beim Tode ihres Vaters Albrecht II. waren Johann I. und Otto III. vermutlich erst sieben bzw. fünf Jahre alt, sodass sie unter Vormundschaft standen. Als fünf Jahre später auch ihre Mutter starb, übernahmen sie dennoch die Regierung, denn Johann I. galt mit zwölf Jahren als mündig und urkundete seitdem auch im Namen seines Bruders. 1231 erhielten die Brüder ihre Schwertleite und vom Kaiser die Belehnung mit der Mark, einschließlich der Lehnshoheit über Pommern.
Außergewöhnlich war ihre lebenslange Einträchtigkeit (sie starben 1266/67 innerhalb eines Jahres). Sie war ein entscheidender Grund für den Ausbau und Aufstieg der Mark zu den wichtigsten Fürstentümern des Reichs. 1257 wurde erstmals eine Königswahl ausschließlich von sieben geistlichen und weltlichen „Kurfürsten“ durchgeführt, zu denen auch die Markgrafen von Brandenburg gehörten. Während des Interregnums (1250–1273) kandidierte Otto III. 1256 sogar selbst für die Königswürde.

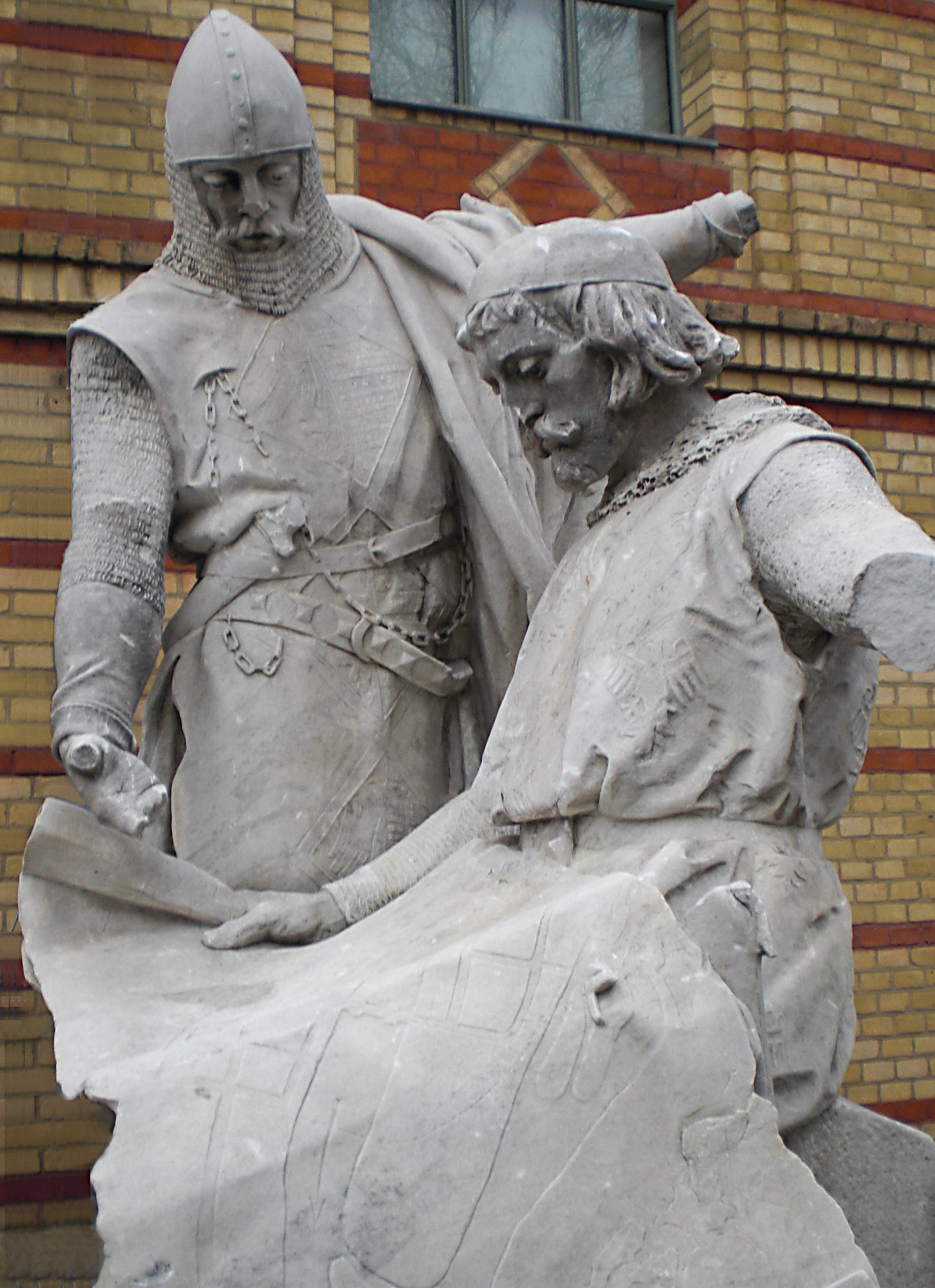
Die „Städtegründer“, symbolisch dargestellt mit dem Stadtplan von Berlin (heute in der Zitadelle Spandau). Entscheidend für ihren Erfolg war die Kombination von Stadt- und Landsiedlung

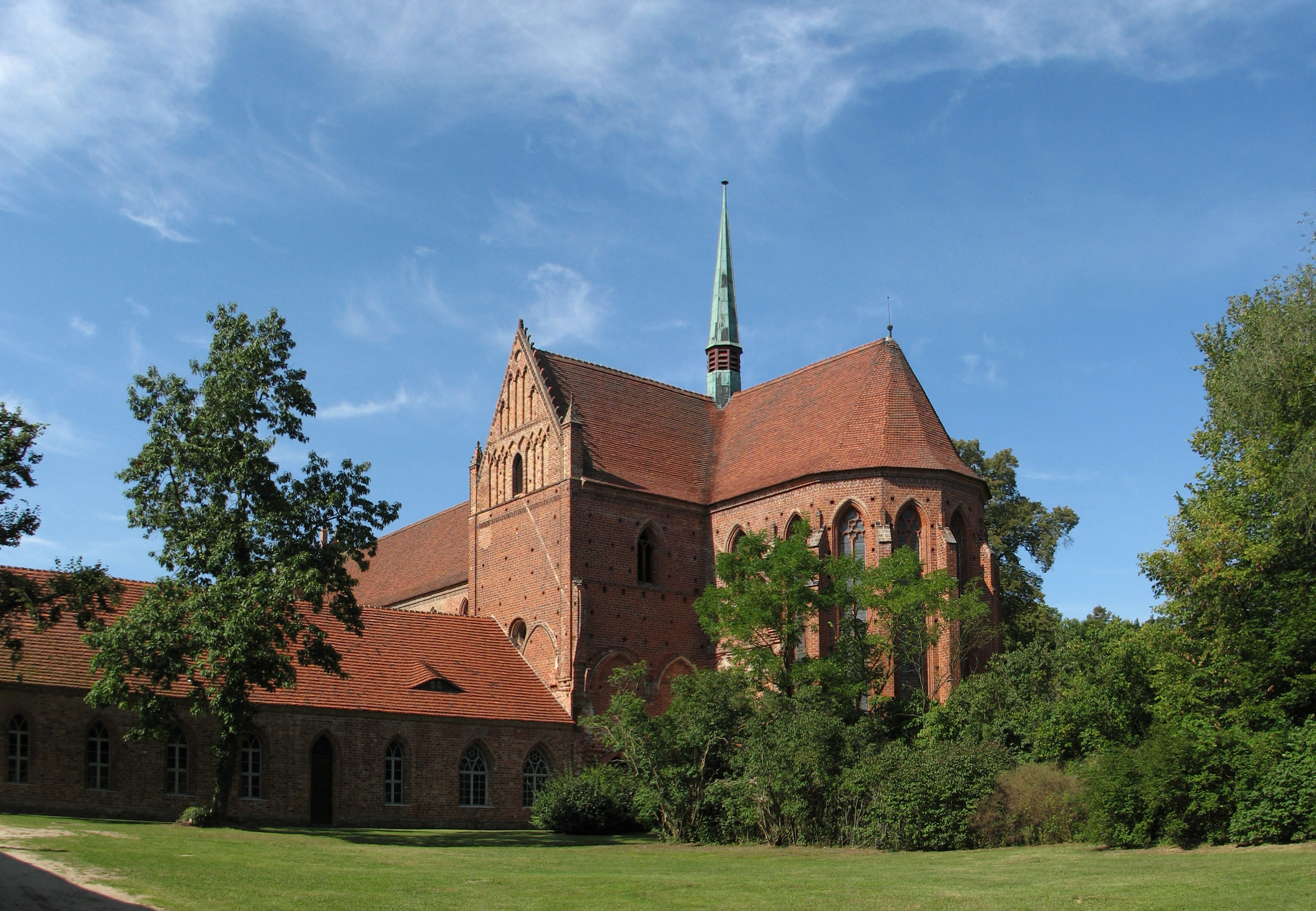
Kloster Chorin (Chorpartie von Südosten)

Die Urenkel Albrechts des Bären griffen in ihrer Herrschaftskonzeption räumlich und methodisch deutlich weiter aus als ihre Vorgänger. Die um 1280 entstandene Märkische Fürstenchronik fasst ihre Verdienste zusammen: „Von dem Herrn Barnim erlangten sie die Länder Barnim, Teltow und viele andere, kauften das Uckerland bis zur Welse, erwarben im Harz Burgen und Vogteien, bauten Berlin, Strausberg, Frankfurt, Angermünde, Stolpe, Liebenwalde, Stargard, Neubrandenburg und viele andere Orte, und so hatten sie, Wüsten in Äcker verwandelnd, Überfluss an allen Gütern. Im Bemühen auch um die Gottesdienste hielten sie viele Geistliche und siedelten Prediger- und Minderbrüder sowie Mönche des Zisterzienserordens in ihren Grenzen an.“
Herzog Barnim I. von Pommern (1220–1278) erkannte wahrscheinlich um 1230 vertraglich die markgräfliche Herrschaft über die Länder Barnim und Teltow an, nachdem diese Gebiete nördlich und südlich der Spree lange zwischen den Pommern, den Brandenburgern und anderen Mächten (insbesondere den Wettinern und den Erzbischöfen von Magdeburg) umstritten gewesen waren. Mit dem Teltow-Krieg (1239–1245) setzten die Brüder sich endgültig gegen ihre sächsischen Rivalen durch.
Von diesen zentral gelegenen Landschaften im Raum zwischen Elbe und Oder aus setzten die Markgrafen ihre Erwerbs- und Eroberungspolitik in nördlicher und östlicher Richtung fort. 1236 erwarben sie das Land Stargard. Nachdem sie kurz zuvor schon das südliche Uckerland erworben hatten, konnten sie 1250 mit dem Vertrag von Landin den Besitz der Uckermark vervollständigen. Fast gleichzeitig erwarben sie einen Großteil des Landes Lebus, und zwar auf beiden Seiten der Oder, so dass diese Landbrücke zur Gründung der Neumark führte (Stadtgründung Landsbergs 1257, Kauf Soldins von den Tempelrittern 1261). Damit hatte die Mark im Kern ihren dauerhaft größten Umfang bis zum Aussterben der Askanier gewonnen.
1258 vereinbarten Johannes und Otto eine Erbteilung, um die Einigkeit im markgräflichen Hause zu bewahren. Gleichzeitig wurde – neben Lehnin – ein weiteres Hauskloster als Grablege für die johanneische Linie gegründet: Kloster Mariensee, das 1273 noch vor Fertigstellung an den Choriner See verlegt wurde. Da Johann der ältere Bruder war, stellten seine Nachkommen die führenden Regenten; die ottonischen Nachkommen waren lediglich Mitregenten. Im Prinzip gelang es, die beabsichtigte Einheit zu bewahren. Lediglich durch die Witwe des Mitregenten Albrecht III. ging 1299 das Land Stargard an Mecklenburg verloren.
Die Markgrafenbrüder werden oft als „die Städtegründer“ bezeichnet. Diese Formulierung lässt nicht ausreichend erkennen, dass ihr „Landesentwicklungsprogramm“ eine kombinierte Stadt-Land-Siedlung war, deren Absicht in der Gewinnerzielung durch planmäßige Rodung und Getreideanbau verbunden mit Fernhandel lag (siehe hier). Diese systematische Erschließung des bisher nur dünn und nach überkommenen Methoden besiedelten Landes führte zu großen finanziellen Gewinnen der Markgrafen und relativem Wohlstand bei den Bewohnern. Auf dieser ökonomischen Grundlage stiegen die Landesherren, die als Markgrafen traditionell als Fürsten galten, in den sich im 13. Jahrhundert bildenden neuartigen Reichsfürstenstand bzw. Kurfürstenstand auf.
Wenn auch die Städte Brandenburg und Spandau ihre Rolle als häufig besuchte Residenzen der Markgrafen behielten, so entwickelte sich Berlin allein schon aus Gründen seiner zentralen Lage zum Mittelpunkt des wirtschaftlichen Aufstiegs. Dies zeigt sich an dem Umstand, dass der erste bekannte märkische Landtag 1280 in Berlin-Cölln stattfand und dass im Hamburger Schuldbuch „Berliner Roggen“ als Markenartikel im Fernhandel erscheint. Die weitflächig lehmhaltigen Böden der Hochflächen Teltow und Barnim zählen zu den fruchtbarsten Regionen Brandenburgs (das Havelland und die Zauche werden dagegen von sandhaltigen Böden dominiert). Die Erschließungsgebiete Teltow und Barnim lieferten an ihren zentralen Fernhandelsplatz Berlin-Cölln (mit Niederlagsrecht und Münze) zwei wichtige Handelsartikel, die in den reichen Regionen der Nord- und Ostseeküsten benötigt wurden: die bei der weitflächigen Rodung gefällten Baumstämme, die über Spree und Havel geflößt wurden als Baumaterial für die dynamisch wachsenden Hansestädte (einschließlich des Schiffsbaus), sowie das auf den Rodungsflächen gezielt mit Gewinnabsicht angebaute Getreide für die stark wachsende Bevölkerung in den Handwerksregionen Flanderns. In dieser Rodungsphase des hochmittelalterlichen Landesausbaus gab es in der Mittelmark weniger Wald als heute; außerdem war es im Jahresdurchschnitt wärmer (Warmphase des Klimas).
Neben diesem Ausbau von Stadt und Land erwähnt die Märkische Fürstenchronik ausdrücklich die Bemühungen der Markgrafen um den Ausbau christlicher Institutionen. Natürlich verfügte die sich noch ausbildende Landesherrschaft nicht über die klassischen Verwaltungsressorts, die sich erst in der Frühen Neuzeit unter der Bedingung der Territorialherrschaft und der dauerhaften Kanzleiverwaltung ausformten, aber die elementaren Grundlagen waren alle schon durch eine zielstrebige Kirchenpolitik geschaffen worden, die sich in heutiger Begrifflichkeit wie folgt beschreiben ließen: „Außenpolitik“ durch christlich akzentuierte Kooperation mit den wichtigsten Nachbarfürsten (einschließlich der Heiratspolitik und Personalpolitik bei der Besetzung wichtiger Kirchenämter), „Verteidigungspolitik“ durch den Einsatz geistlicher Orden zur Grenzsicherung (Zisterzienser und Tempelritter), „Finanzpolitik“ durch Erhöhung der „Staatseinnahmen“, nicht nur durch Inanspruchnahme der „Kirchensteuer“ in den Neuen Landen, sondern durch Einsatz der geistlichen Orden für Infra- und Wirtschaftsstrukturförderung (einschließlich Lehnins als „Landesinvestitionsbank“) sowie für Technologietransfer (z. B. Mühlenbau). Wesentliche Aufgaben der „Staatskanzlei“ lagen in den Händen von Klerikern; die Propsteien fungierten neben den Vogteien als regionale Verwaltungszentren.

### Die Mark Brandenburg unter den Markgrafen Otto IV. und Waldemar (1266–1319)

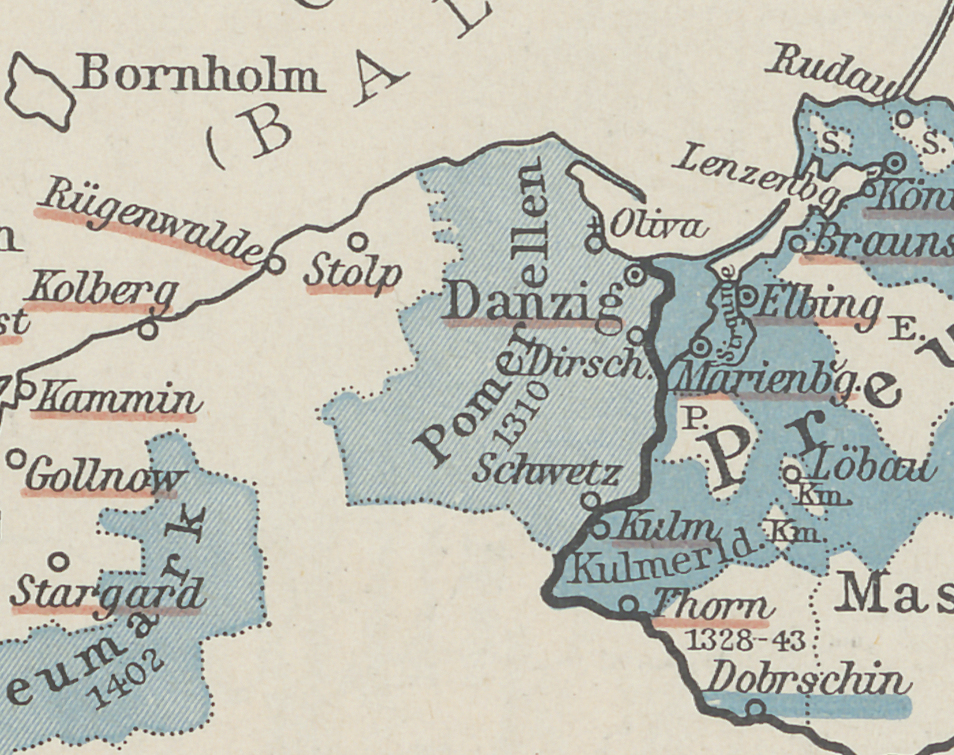
Pommerellen im 14. Jahrhundert als Teil des Deutschordenslandes

Versagt blieb den Markgrafenbrüdern lediglich der bereits von Albrecht dem Bären angestrebte Zugang zur Ostsee an der Odermündung: der direkte Zugang zum internationalen Fernhandelsmarkt. Auch unter Otto IV. („mit dem Pfeil“), der eher als Minnesänger und Kandidat für die Königswahlen 1292 und 1298 bekannt ist, gelangen nur relativ geringe Fortschritte. Otto IV. regierte zwar gemeinsam mit mehreren Brüdern und Vettern, galt aber als alleiniger Vertreter der Mark im Reich. Um 1282 löste sich Albrecht III. aus der Gemeinschaftsregierung (Folge: Verlust des Landes Stargard). Otto V., der Lange, opponierte zeitweilig gegen seinen Vetter Otto IV. Diesem gelang es aber 1283, seinen Bruder Erich auf den Erzbischofsstuhl von Magdeburg zu bringen; durch diesen kam der erzstiftische Teil des Landes Lebus endgültig zur Mark.
Die Ausdehnung der Mark nach Norden wurde durch ein Bündnis zwischen Pommern und Lübeck verhindert, denen der rasche Aufstieg der Askanier zu einer großen Macht ein Dorn im Auge war. Der Erwerb Pommerellens einschließlich Danzig gelang nur kurzzeitig (1306–1308); auch die 1303 gekaufte Niederlausitz war nur bis zum Herrschaftsende der Askanier 1319 zu halten, ebenso die Marken Landsberg und Meißen.
Otto IV., Albrecht der Bär und Albrecht II. waren die einzigen Askanier, die mehr als sechzig, nämlich etwa siebzig Jahre alt wurden. Otto IV. starb 1308. Nachfolger wurde sein Neffe Waldemar, der vor allem als der letzte Askanier († 1319) berühmt wurde (einschließlich des Nachspiels mit dem Falschen Waldemar). In höfischer Prachtentfaltung kam er dem Minnesänger Otto IV. gleich. Die von ihm geführten Kriege kosteten Unsummen mit der Folge, dass kleinere Herrschaftsteile am Rande der Mark, kaum gewonnen, schon wieder verkauft oder verpfändet werden mussten.

### Das Aussterben der Askanier (1320)
Trotz der kostenaufwändigen Kriegszüge (z. B. im Norddeutschen Markgrafenkrieg) gelang der Durchbruch zur Ostseeküste nicht; der Widerstand der Küstenanrainer, insbesondere der Hansestädte und des Deutschen Ordens (Pommerellen) war zu groß. Auch die Erwerbungen südlich der Mittelmark (die Marken Landsberg, Lausitz und Meißen) waren den Wettinern nur vorübergehend abzutrotzen.

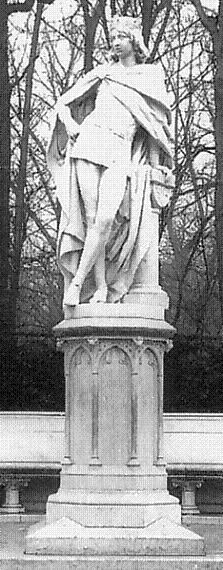
Heinrich das Kind, der letzte Askanier, starb schon mit zwölf Jahren, also ohne Nachkommen

Die expandierende Herrschaftsbildung der Askanier war dauerhaft erfolgreich nur bei den heidnisch-slawischen Stämmen zwischen Elbe und Oder (Heveller, Sprewanen und südliche Lutizen), also in der Mittelmark. Lediglich die Erzbischöfe von Magdeburg konnten als Konkurrenten bleibend ausgeschaltet werden. Die wettinischen Markgrafen, die Herzöge von Pommern und die Fürsten von Mecklenburg behielten ihre starken Positionen in ihren Regionen, konnten aber auch ihrerseits nicht in die Mark vordringen. Der Erwerb der Neumark ist dem Umstand zu verdanken, dass dieses ohnehin seit langem zwischen Polen und Pommern umstrittene Gebiet nach einer Situation der Schwäche durch den Mongoleneinfall (1241) als Mitgift der Tochter des polnischen Großherzogs Přemysl I. 1254 in den Besitz ihres askanischen Mannes, Markgraf Konrad I. (Bruder Ottos IV.), kam.
Innerhalb der Mark (in den Grenzen bis zum Aussterben der Askanier) bestanden kleinere selbstständige Teilherrschaften fort, und zwar sowohl kirchlicher als auch weltlicher Besitz: Das Territorium des Bistums Brandenburg umfasste den halben Burgward Brandenburg, die Burgwarde Pritzerbe und Ziesar sowie das Land Löwenberg, das noch zu askanischen Zeiten getauscht wurde mit einem gleichwertigen Gebiet um Königsberg/Neumark. Zum Territorium des Bistums Havelberg gehörten der halbe Burgward Havelberg, die Burgwarde Nitzow, Putlitz und Wittstock sowie das 1294 von den Askaniern erworbene Ländchen Bellin. Zum unklaren Besitz des Bistums Lebus gehörte mindestens das Gebiet um Seelow.
Die unmittelbare Herrschaftsstellung der Edlen Gans zu Putlitz in der nördlichen Prignitz endete 1220. Ihnen verblieb neben dem Kerngebiet um Putlitz nur kleinerer Lehnsbesitz um Wittenberge. Die Herrschaftsgebiete der Herren von Plotho (um Kyritz und Wusterhausen) sowie der Herren von Jerichow (Ländchen Friesack) sind nach 1259 der Mark einverleibt worden. Wesentlich länger hielt sich die anfangs vermutlich reichsunmittelbare Herrschaft Ruppin der Grafen von Lindow-Ruppin aus dem Adelsgeschlecht derer von Arnstein, nämlich bis zu ihrem Aussterben 1524.
Um 1290 trafen sich noch 19 askanische Markgrafen auf einem Berg bei Rathenow; dann raffte der Tod fast alle hin. 1318 lebten nur noch Waldemar und Heinrich II. das Kind. Es war eine politische Katastrophe, als 1319 der kinderlose Waldemar starb, denn sein minderjähriger Vetter überlebte ihn nur um ein Jahr. Gleichzeitig endete endgültig die Zeit der askanischen Herrschaftsbildung und des Landesausbaus.

## Die Entstehung der Mark Brandenburg als Musterbeispiel hochmittelalterlicher Strukturwandelprozesse
Kern der Entstehung der frühdeutschen Herrschaft in Brandenburg war nicht die bis dahin übliche Eroberung zusätzlicher Ländereien zur Erweiterung eines bestehenden Herrschaftsgebietes mit dem Ziel, durch mehr Einwohner und die damit verbundenen höheren Abgaben mehr Macht und Einfluss zu erreichen. Die der Belehnung mit der Würde eines Markgrafen oder Herzogs von Sachsen würdigen Askanier besaßen zwar umfangreichen Besitz im nordöstlichen Vorland des Harzes und in der Altmark, aber kein geschlossenes Territorium. Die Mark Brandenburg ist keine Erweiterung, sondern eine Neuschöpfung, auch wenn die Altmark bis 1815 ein gewichtiger Bestandteil blieb.
Die drei wichtigsten Grundfaktoren des Erfolgs dieser Neuschöpfung lassen sich darstellen als Beispiele für einen gesamteuropäischen Innovations- und Transformationsprozess während des Hochmittelalters.

### Christianisierung
Das Römische Reich war bis etwa 500 n. Chr. das kulturelle Zentrum Europas, und allein schon aus diesem Grund (und aus klimatischen Gründen) ein begehrtes Ziel der Völkerwanderung. Durch das Eindringen germanischer Stämme kam es bereits vor seinem Zusammenbruch zu kulturellem Niedergang in den Provinzen fernab des Mittelmeers. In den ehemaligen germanischen Provinzen wurde das kulturelle Niveau der Römerzeit erst während des Spätmittelalters wieder erlangt. Die Alternative zum gewaltsamen Eindringen in das Römerreich war die Ausbreitung des dort erreichten Kulturniveaus auf ganz Europa (Akkulturation).
Im Römischen Reich war das Christentum Staatsreligion. Die Christianisierung der ehemals nichtrömischen Gebiete brachte als wichtigste Errungenschaften mit sich den Schriftgebrauch durch Kleriker für Verwaltungs- und Bildungszwecke sowie die Steinbautechnik für den Kirchenbau, die dann auch für profane Zwecke (Burgen, Rathäuser und Stadtmauern) angewendet wurde. Häufiger Schriftgebrauch und Steinbautechnik waren bei Germanen und Slawen vor Übernahme des Christentums gleichermaßen unbekannt.

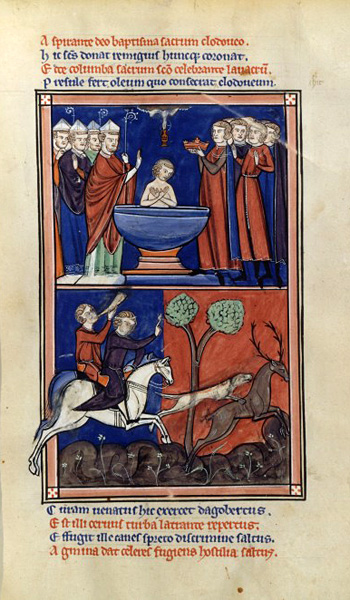
Die Taufe Chlodwigs

Die Annahme des Christentums in den bis dahin heidnischen Gebieten der Germanen und Slawen östlich des Rheins, in Irland und Schottland, in Skandinavien (einschl. Finnland) und den baltischen Staaten sowie Ungarn geschah teils freiwillig, teils unfreiwillig. Die Annahme des Christentums bedeutete im heidnischen Mitteleuropa prinzipiell die Übernahme des römischen Kulturniveaus mit seiner effektiven Verwaltung und den damit verbundenen Staatseinnahmen. Als erste wurde diese Chance von den fränkischen Merowingerkönigen erkannt; Chlodwig I. ließ sich kurz nach 496 in Reims taufen. Auch in der Folgezeit waren in der Regel die Fürsten ansprechbarer als ihr Volk.
Zum Zeitpunkt der Gründung der Mark Brandenburg hatten die slawischen Herzogtümer der Obotriten (Mecklenburg) und Pomoranen (Pommern) bereits das Christentum übernommen. Auch in den Zentralorten der Heveller und Sprewanen, Brandenburg und Köpenick, hatte es immer wieder zeitweise christliche Slawenfürsten gegeben. Die Zeitgenossen Albrechts des Bären, Pribislaw-Heinrich von Brandenburg und Jaxa von Köpenick, waren bereits vor der Kontaktaufnahme mit ihm getauft. Zeitgleich missionierten die Dänen und die Schweden an der slawischen Ostseeküste und im Baltikum. Böhmen, Polen und Russland waren bereits vor der Jahrtausendwende christlich, nicht aufgezwungen, sondern auf eigene Initiative ihrer Herrscher. Schon 845 erschienen überraschend vierzehn böhmische Große in Regensburg, um sich taufen zu lassen.
Zwei Besonderheiten sind für die Ausbreitung des Christentums in Brandenburg zu vermerken: Anders als im Altreich mit seinen Urpfarreien einschl. Filialkirchen legten die Dorfgemeinschaften von Anfang an Wert auf eine eigene Kirche im Dorf. Und anders als im Altreich gibt es zwischen Elbe und Oder keine dicht besetzten Klosterlandschaften, sondern es handelte sich zunächst eher um Klosterinseln, überwiegend im Besitz der Zisterzienser; andere Orden sind selten. Die Bettelorden (Franziskaner und Dominikaner) betrieben städtische Klöster, hatten also wenig Bedeutung für den agrarischen Landesausbau, ebenso wenig wie die zahlreichen Frauenklöster, die eher Versorgungsanstalten für adlige Töchter waren.

### Der hochmittelalterliche Landesausbau
Der starke Bevölkerungsanstieg im Abendland des 11. Jahrhunderts aufgrund des mittelalterlichen Klimaoptimums hatte zahlreiche Folgen, zum Beispiel die Kreuzzüge, die den Bevölkerungsüberschuss in den Nahen Osten ableiteten, und den verstärkten Bau von (Stein-)Kirchen. Es waren aber nicht nur religiöse Bedürfnisse einer anwachsenden Bevölkerung zu erfüllen, sondern es musste vor allem auch ihre Ernährung sichergestellt werden; dies geschah am besten durch Getreide.
Zur Erzielung höherer Getreideernten war es erforderlich, neue Dorf- und Flurformen zu finden, die ein effektiveres Wirtschaften ermöglichten („Vergetreidung“). Wo es die Bodenbeschaffenheit und das Geländeprofil zuließen, wurden Einzelgehöfte und Weiler zu Dörfern mit zentral liegenden Gehöften umstrukturiert, von denen aus kurze Wege zu den neu vermessenen (Teil-)Ackerflächen möglich waren („Verdorfung“). Ihre Neuvermessung bedeutete nicht nur besseren Schnitt und Lage der Ackerstücke, sondern ermöglichte auch die, guter Organisation bedürfende, Drei-Felder-Wirtschaft und eine für beide Seiten (Grundherr und Bauer) verlässlichere Bemessung der bäuerlichen Abgaben, bezogen auf die Maßeinheit „Hufe“. Auch die bald folgende Ablösung der Naturalabgaben („Zehnt“) durch Geldzahlungen hatte für beide Seiten Vorteile. Die Slawen waren ihren Herrschern noch zu „ungemessenen Diensten“ verpflichtet gewesen; aber auch für viele Zuzügler aus dem Altreich stellte diese nachprüfbare Bemessung als Obergrenze eine Verbesserung dar. Zur Umstrukturierung gehörte auch die Einführung technologischer Neuerungen wie der eiserne Wendepflug, das Pferdegespann mit Kummet und Hufeisen, die Wasser- und Windmühle und die langstielige Sense, wenn auch meist nicht schon in der ersten Siedlungsphase.
Denn dieser Strukturwandelprozess von europaweiter Bedeutung nahm zwar seinen Ausgang in den Altsiedelgebieten, konnte sich aber naturgemäß in den bisher nur unzureichend erschlossenen und relativ dünn besiedelten Gebieten östlich von Elbe und Saale besonders gut entwickeln, und zwar in einem mehrstufigen „Lernprozess“, denn für die neuen effektiven Dorfformen (Anger- und Straßendörfer) und Flurformen (Hufengewannfluren) lassen sich im Altreich keine Beispiele finden. Auch die Dorfform der slawischen Rundlingsdörfer entstand erst in der ersten Phase der Umstrukturierung unter deutschem Einfluss.
Die Systematik dieser Landerschließung (aedificatio terrae) lässt sich am besten aus den Urkunden des Erzbischofs Wichmann von Magdeburg erschließen, z. B. aus der Stadtgründungsurkunde von 1174 für die Stadt Jüterbog einschließlich des Umlandes („ad edificandam provinciam Jutterbogk“). Dem Marktort (villa fori) Jüterbog verlieh der Erzbischof Magdeburger Recht und erhob ihn dadurch zur Stadt (civitas); diese sollte exordium et caput (Anfang und Haupt des Landes) sein. Gleichzeitig verkündete er die Absicht, weitere ville fori errichten zu wollen. Bereits 1170 hatte er das Kloster Zinna gegründet und bald nach 1157 Neusiedler ins Land geholt, vor allem aus Flandern. Die Getreideproduktion der dichten bäuerlichen Besiedlung im Land Jüterbog bot die Grundlage für den Erfolg der geplanten Marktorte, die als Sammelstellen der Ernteerträge dienen und die Versorgung der Bauern mit handwerklichen Produkten (Werkzeug, Bekleidung usw.) sicherstellen sollten.

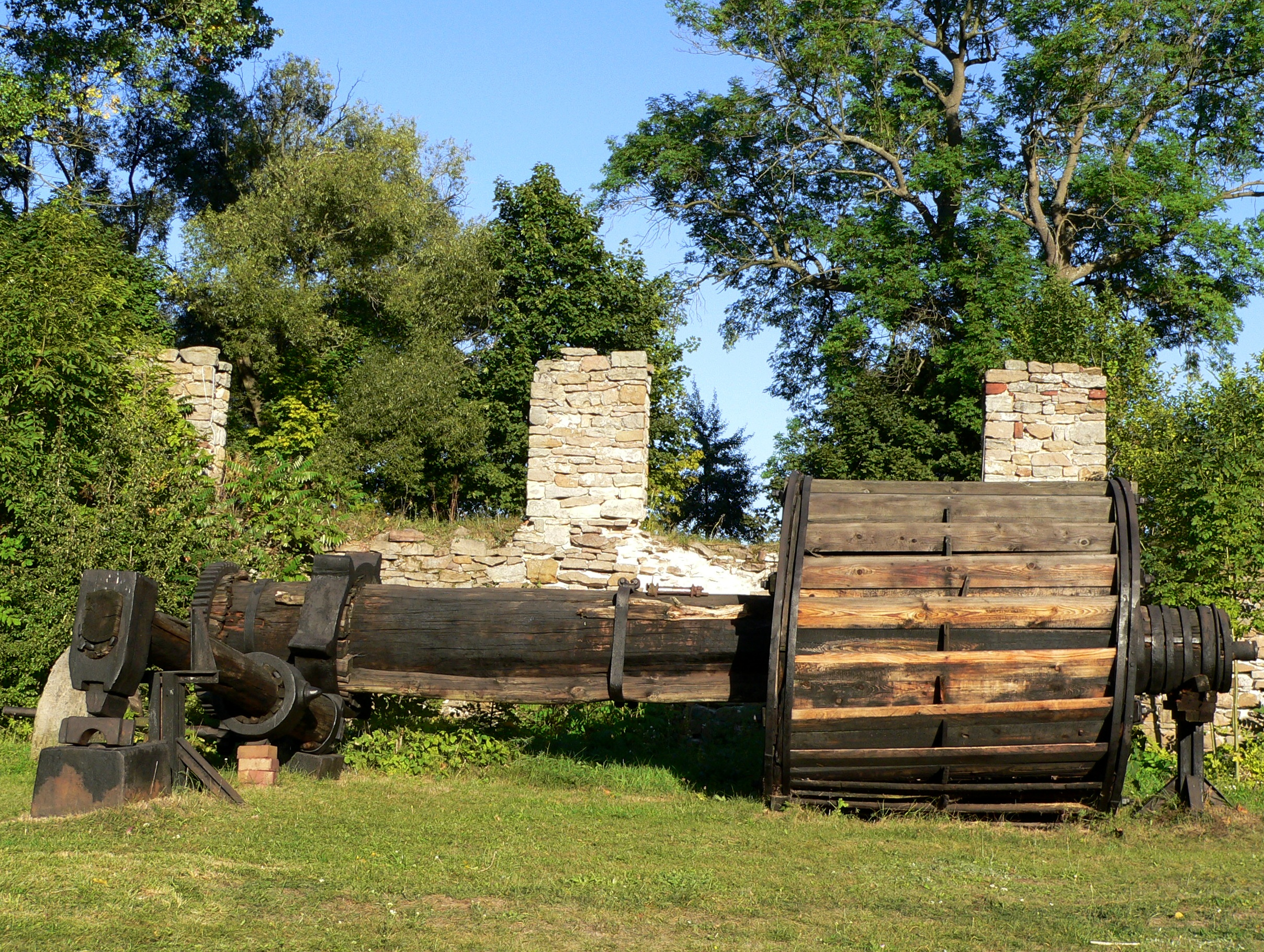
Diese alte wassergetriebene Nockenwelle wandelt eine Drehbewegung in eine Hammerbewegung um (Industriemuseum in Sielpia Wielka, Polen)

Diese kombinierte Stadt-Land-Siedlung mit der Gründung von Städten, Marktflecken und neuartig gestalteten Dörfern wurde ergänzt durch die Anlage von Klöstern, Staudämmen und Wassermühlen, die nicht nur zum Mahlen des Getreides dienten, sondern durch Nockenwellen auch Energie für handwerkliche Produktion lieferten. Für die Anlage der dazugehörigen Wassersysteme brachten vor allem die Flamen und die Zisterzienser große Erfahrungen mit.
Nach den ersten Versuchen des hochmittelalterlichen Landesausbaus mit fränkischen Siedlern östlich der Saale durch Wiprecht von Groitzsch (Ende des 11. Jahrhunderts) entwickelte sich die geschilderte Erschließungsmethode seit der Mitte des 12. Jahrhunderts immer stärker und wurde für die Herrscherhäuser zum Allgemeinwissen, das auch von den Adelsgeschlechtern der Wettiner, Welfen, Obodriten und Greifen angewendet wurde, doch kaum so erfolg- und folgenreich wie durch die askanischen Markgrafen von Brandenburg.
Wichtig hervorzuheben ist, dass beim Landesausbau die ansässigen Slawen beteiligt wurden, die nur in Einzelfällen getötet oder vertrieben wurden. Die Niederländer als nur eine von vielen Zuwandergruppen spielten wegen ihrer speziellen Kenntnisse in Be- und Entwässerungssystemen eine besondere Rolle. Der Landesausbau war interessengeleitet durch Gründung und/oder Ausweitung von Landes- und Grundherrschaft, die den Prozess initiierten und steuerten. Dabei spielte die Gründung von Städten eine besondere Rolle in der Gründung und Festigung der Herrschaft. Dies war umso wichtiger, als die bisherige Eigenversorgung in der Landwirtschaft auf Marktorientierung und damit Einnahmensteigerung umstellte.
Albrechts konkurrierender Zeitgenosse Heinrich der Löwe, gestützt auf die Macht der Herzogtümer Sachsen und Bayern, verspielte durch überzogenen Machtwillen seine königsgleiche Stellung; sein übermächtiges Herrschaftsgebilde, einschließlich der von ihm erschlossenen Siedlungsgebiete im Ostseeraum um Lübeck, zerfiel nach seiner Amtsenthebung in zahlreiche Kleinfürstentümer. Das durch energisches, aber auch besonnenes Handeln geschaffene Werk Albrechts des Bären dagegen überdauerte, sogar die Zeit der Wirren nach dem Aussterben der Askanier.

### Vom Personenverbandsstaat zum Flächenstaat

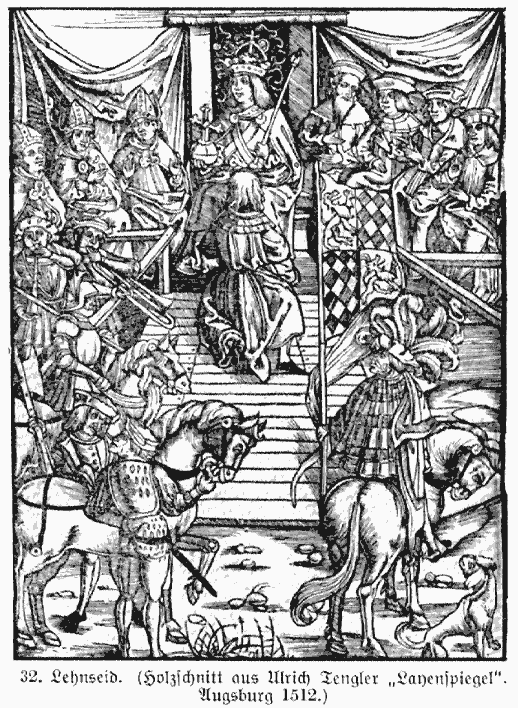
Abnahme des Lehnseides vor der Lehenspyramide, gipfelnd in Kurfürsten und Kaiser (1512)

Die Herrschaftsform des frühen Mittelalters war der Personenverbandsstaat; er beruhte auf der persönlichen Verbindung (Gefolgschaft) mächtiger Personen und ihrer Familien. (Teil-)Herrschaft wurde nur auf (Lebens-)Zeit in Form des Lehens vergeben; ein Erwerb als Eigenbesitz (Allodialbesitz) der Familie blieb ausgeschlossen. Endete die gegenseitige persönliche Verbundenheit, endete damit auch die Herrschaft.
Die zunehmenden Streitfälle um die Königsnachfolge führten dazu, dass (Gegen-)Könige, um gewählt zu werden, den hochrangigen Fürsten die Erblichkeit ihrer Lehen zusicherten. Dieser Prozess setzte sich zunehmend auch in die unteren Ränge der Lehenspyramide durch. Durch die Erblichkeit der Herrschaft wurde diese unabhängig von der Einzelperson des jeweiligen Herrschers; Herrschaftsgebiete bewahrten ihre Kontinuität nun auch bei Unmündigkeit oder sonstiger Schwäche des Erbnachfolgers.
Diese im 12. Jahrhundert einsetzende und im 13. Jahrhundert kodifizierte Entwicklung zum Territorialstaat (z. B. durch das statutum in favorem principum 1231) zeigt sich beispielhaft in Brandenburg: Den Askaniern, die zunächst die Nordmark als Königslehen erhalten hatten, gelang es, die mit dem Markgrafenamt verbundenen Ländereien in Allodialbesitz umzuwandeln, wobei ihnen vier Umstände zur Hilfe kamen:
- Sie waren von Pribislaw-Heinrich als Erben eingesetzt worden (die Zauche hatten sie geschenkt bekommen);
- sie hatten das Hevellerland zusätzlich „mit eigenem Schwert“, also nach Kriegsrecht (nicht nach Lehensrecht) erworben;
- die Mark Brandenburg war räumlich nicht identisch mit der Nordmark, deren Lehenscharakter noch unbestritten gewesen war.
- Ihnen kam zupass, dass sie die Zeit des Interregnums im Reich (1250–1273) mit fehlender Königsmacht für den Ausbau ihres Territoriums nutzen konnten, ein Zeitpunkt, wie er günstiger nicht sein konnte.